# Geschiedenis van Maastricht
De geschiedenis van de stad Maastricht is grofweg in te delen in vier fasen, elk met een eigen gezicht: Romeinse vesting, middeleeuws religieus centrum, garnizoensstad ten tijde van het ancien régime en vroege industriestad.

## Prehistorie en Romeinse tijd (tot ±450)
Vrijwel zeker is, dat er op de plaats van het huidige Maastricht, op de plek waar de Jeker en de Maas samenvloeien, al twintig eeuwen continue bewoning is. Datzelfde is nog voor geen enkele andere Nederlandse stad aangetoond. In dat opzicht zien sommigen Maastricht als de oudste stad van Nederland. In andere opzichten is Maastricht dat niet.

### Prehistorie

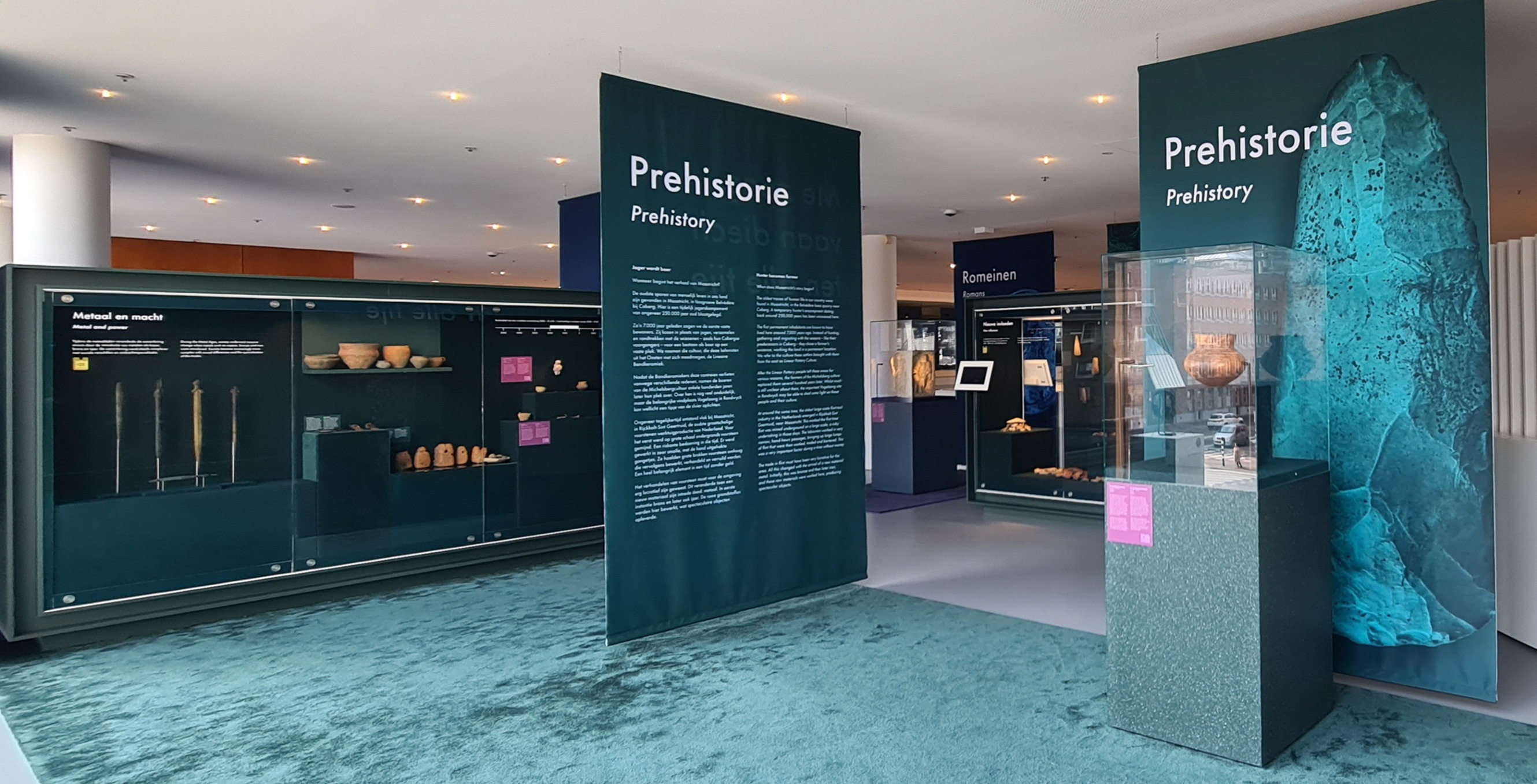
Maastricht Museum, afdeling Prehistorie (2025)

Lang voor het ontstaan van de stad was er al menselijke bewoning in het gebied. Bij opgravingen in 1980-'90 in de kleigroeve Belvédère ten noordwesten van Maastricht vonden archeologen sporen van menselijke bewoning die ze dateerden in het middenpaleolithicum (±250.000 jaar geleden, naar men denkt), de oudste archeologische vondsten in Nederland. Uit het laatpaleolithicum (ca. 35.000 voor Chr. wordt geschat) dateren resten van kampementen van neanderthalers, waaronder primitief bewerkte stenen en dierenbotten. Een van de vondsten was een vuurstenen mes, waarvan onderzoek door wetenschappers van de Universiteit Leiden uitwees dat het gebruikt was voor het slachten van een dikhuid (bijvoorbeeld een neushoorn).
Vanaf het 5e millennium v.Chr. is er een constante stroom van bodemvondsten (onder andere in Randwyck, Heugem, Eyldergaard, Vroendael, Amby, Bosscherveld, Oud-Caberg en Dousberg), die wijst op een min of meer permanente bewoning in het gebied. Op tal van plaatsen zijn restanten gevonden die worden geduid als agrarische nederzettingen uit de ijzertijd (700-200 v.Chr.). Vanaf 200 v.Chr. dateren de oudste vondsten in het huidige stadscentrum (Vrijthof en Onze-Lieve-Vrouweplein), overblijfselen van de Keltische Eburonen-cultuur. Nabij het laatstgenoemde plein lag een Keltische weg, die naar een oversteekplaats in de Maas leidde.

### Romeinse tijd
Uit geschiedschrijving in opdracht van de Romeinse heersers is af te leiden dat omstreeks het jaar 50 v.Chr. de Eburonen met militair geweld werden geconfronteerd door een leger van de Romeinen onder bevel van Julius Caesar. Bij opgravingen in de jaren 1973-1975, en opnieuw in 2008, werd op het Plateau van Caestert, 4 km ten zuiden van Maastricht, een vesting met een grootte van ca. 20 ha. blootgelegd: het Oppidum Caestert. Het oppidum, dat waarschijnlijk gesticht is rond het jaar 100 v.Chr., wordt door sommigen gezien als het Atuatuca uit beschrijvingen van Caesar, dat in 54 v.Chr. zou zijn benut als winterkamp voor anderhalf legioen. Een in 2008 nabij Amby opgegraven Keltische muntschat dateert uit deze periode van Romeinse expansie.
Het is niet bekend of er vóór de komst van de Romeinen al een nederzetting was in het gebied nabij de latere Romeinse brug. Rond het jaar 10 v.Chr. legden de Romeinen een belangrijke heirbaan aan die van Boulogne-sur-Mer via Doornik, Valenciennes en Tongeren naar Maastricht voerde. Vandaar splitste zij zich in een tak die naar Nijmegen liep, en een tweede die naar Keulen voerde. Recent noemden archeologen deze weg de Via Belgica . Paleontologisch onderzoek van houtresten van de eerste brug wees uit dat deze in het eerste kwart van de eerste eeuw na Christus werd gebouwd. De brug lag in het verlengde van de huidige Plankstraat en Eksterstraat en bestond uit stenen pijlers met een houten boogconstructie. Later zou deze verscheidene malen worden vernieuwd. Het tracé van de Via Belgica door de buitenwijken van Maastricht is niet overal vastgesteld. Wel is bekend dat deze langs de noordkant van het Vrijthof liep en op de oostelijke Maasoever scherp naar het noorden afboog, richting het Geuldal.

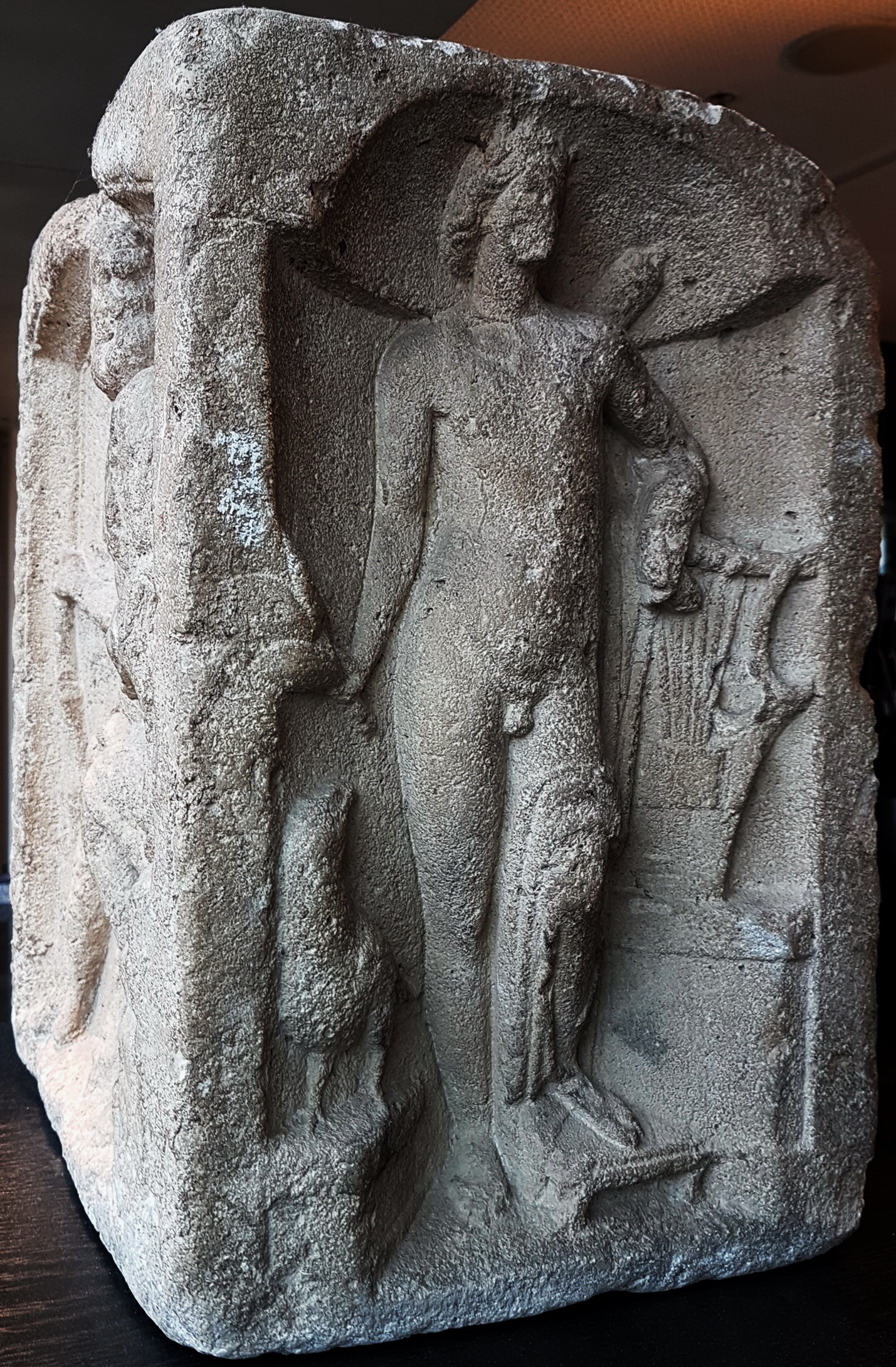
Apollo met raaf en lier, op een viergodensteen
(ca. 200-225 n.Chr.)

Tussen het Vrijthof en de brug ontstond een Romeinse nederzetting, waarvan het centrum nabij de brug lag, ten westen van de huidige Stokstraat. Hier zijn onder andere een Jupiter-heiligdom en een thermen-complex uit de 1e/2e eeuw na Chr. opgegraven. Onder de huidige St.-Martinuskerk in Wyck werd rond 1850 de torso van een Mercuriusbeeld aangetroffen. Romeins Maastricht was geen grote nederzetting. Behalve enkele bescheiden openbare gebouwen, waren de meeste huizen van hout en leem en lagen langs de grote weg tussen Vrijthof en Maas. Waarschijnlijk bevond zich op de oostelijke Maasoever eveneens een kleine nederzetting, maar daarvan zijn de resten door riviererosie grotendeels weggespoeld. De huidige Maasoever ligt aanmerkelijk verder naar het oosten dan in de Romeinse periode. De aanlanding van de vroegere Romeinse brug ligt nu in het midden van de rivier. Deze pons mosae werd door Tacitus in zijn Historiae beschreven als de plaats waar Julius Civilis tijdens de Bataafse Opstand in 70 AD een troepenmacht van Tungri, Baetasii en Nerviërs onder leiding van Claudius Labeo versloeg. De naam Wyck is waarschijnlijk afgeleid van het Latijnse woord vicus. De naam Mosa Trajectum komt pas voor het eerst voor bij Gregorius van Tours in de 6e eeuw. Op de middeleeuwse kopie van de Peutingerkaart komt Maastricht niet voor.
Rond 270 na Chr. werd de nederzetting Maastricht verwoest door invallende Germaanse stammen. Ter bescherming van de belangrijke brug werd omstreeks 330 op de linkeroever het Maastrichtse castellum gebouwd, een ommuurd legerkamp met tien torens en twee poorten, waarvan de afmetingen exact bekend zijn. Een belangrijk gebouw uit die tijd was het horreum, een graanschuur. De in verval geraakte thermen werden opnieuw opgebouwd en ook de brug werd vernieuwd, waarbij onder andere stenen grafmonumenten en godenpijlers werden hergebruikt voor de fundering. In 1962-'64 werden bij een serie duikcampagnes meer dan tweehonderd bewerkte blokken steen boven water gehaald. In het Centre Céramique bevindt zich een collectie Romeinse beelden en architectuurfragmenten, die de grootste is in Nederland.
In de omgeving van Maastricht zijn, in vergelijking met het Geuldal of de omgeving van Heerlen, relatief weinig villae rusticae gevonden. De belangrijkste waren: de Romeinse villa Borgharen-Pasestraat, de Gallo-Romeinse villa van Smeermaas, de Romeinse villa Maastricht-Louwberg en de Romeinse villa Backerbosch in Cadier en Keer. Langs de uitvalswegen buiten de nederzetting begroeven de Romeinen hun doden, onder andere langs de Via Belgica. Een groot aantal Romeinse grafplaatsen, waaronder enkele tumuli, is opgegraven. Een van die begraafplaatsen was het huidige Vrijthof. Daar werd, volgens de traditie, in het jaar 384 de bisschop van Tongeren Servatius begraven.

## Middeleeuwen (±450-1500)

### Vroege middeleeuwen (tot ±1000)
De kennis over vroegmiddeleeuws Maastricht is in de laatste decennia enorm toegenomen door de bestudering van opgravingsresultaten in onder meer het Stokstraatkwartier en rondom het Vrijthof. Ook in schriftelijke bronnen uit die tijd wordt Maastricht regelmatig genoemd. Het beeld dat daaruit naar voren komt, is dat van een voor die tijd redelijk grote, redelijk welvarende stad, die dankzij de aanwezigheid van de bisschopszetel, en mogelijk een koninklijke palts, een zeker machtscentrum binnen het Merovingische en Karolingische Rijk vormde. Vermeldingen van bezoeken van Merovingische koningen aan Maastricht zijn er in 595 (Childebert II), 667-670 (Childerik II) en 690-695 (Clovis IV).
Al in de Merovingische tijd was er in Maastricht een tol gevestigd en werden er munten geslagen, onder anderen door de muntmeesters Madelinus, Rimoaldus, Ansoaldus, Godofredus en Thrasemundus. Tussen 590-670 waren er minstens twaalf muntmeesters actief. Uit het feit dat in heel Europa munten met het opschrift Traiecto fit ("in Maastricht geslagen") zijn teruggevonden blijkt dat de stad toen al een handelsnederzetting van belang was. Ook vond er bronsmetallurgie, hertshoornbewerking en productie van glaswerk (onder andere kralen) plaats.

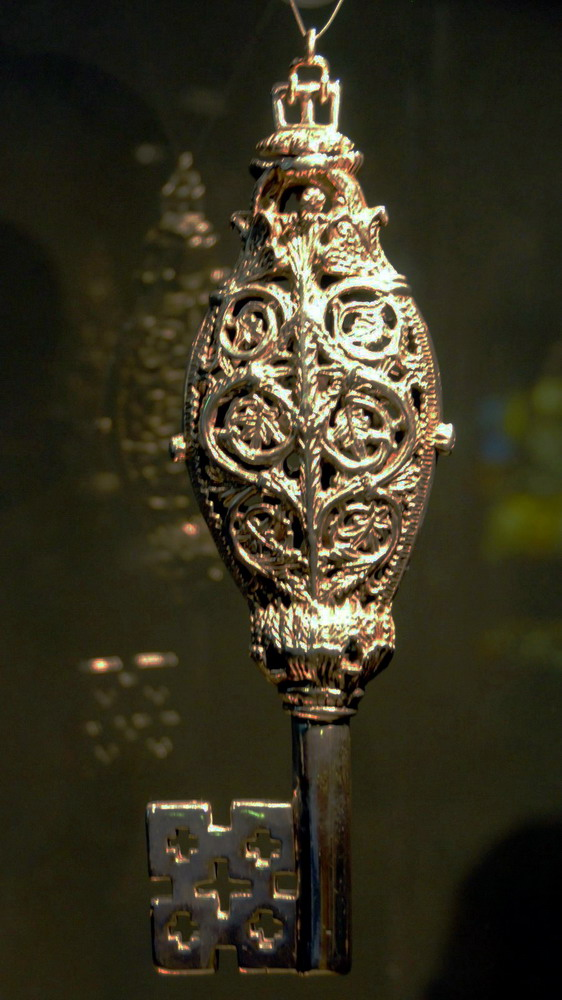
Sleutel van Sint-Servaas (Aken, begin 9e eeuw), schatkamer Sint-Servaasbasiliek, mogelijk een geschenk van Einhard

Of er na Sint-Servaas sprake is van een continue bezetting van de bisschopszetel, kan niet met zekerheid worden aangetoond, dit ondanks het bestaan van een lijst van 21 heilige bisschoppen van Maastricht. Wel is duidelijk dat de christelijke godsdienst hier al vroeg geworteld is. Uit de 5e en 6e eeuw dateren enkele grafstenen met christelijke opschriften, die in de St.-Servaaskerk zijn aangetroffen. In en nabij het laat-Romeinse castellum zijn kommen gevonden met christelijke symbolen, zoals miskelken, druiventrossen en het Christusmonogram. Vanaf het begin van de 6e eeuw is met zekerheid sprake van een bisschop die te Maastricht zetelt. Rond 570 vervangt bisschop Monulfus de kapel boven het graf van Sint-Servaas door een stenen kerk, op de plek waar tegenwoordig de St.-Servaasbasiliek staat. Aangenomen wordt dat een voorganger van de huidige Onze-Lieve-Vrouwebasiliek de bisschopskerk was; in elk geval werd Hubertus, traditioneel de laatste bisschop van Maastricht, hier gewijd. In de loop van de 8e eeuw verloor Maastricht de bisschopszetel aan Luik.
Toen Karel de Grote zijn hoofdresidentie in Aken vestigde, werd deze stad het centrum van het Frankische Rijk. Maastricht bleef een belangrijk regionaal centrum. Dat blijkt onder andere uit het feit dat zowel Alcuin als Einhard abt van het St.-Servaasklooster waren. De laatste schonk belangrijke relieken en kunstvoorwerpen aan de kerk. Einhard beschreef Maastricht als een "drukke handelsstad", een vicus bewoond door veel kooplieden.
Bij de verschillende delingen van het rijk van Karel de Grote werd Maastricht bij het middenrijk van Neder-Lotharingen ingedeeld. Waarschijnlijk stond er in die tijd een koninklijke palts in de directe nabijheid van het Vrijthof, wellicht op de plek van het huidige Theater aan het Vrijthof. Karel de Kale onderhandelde in 872 in Maastricht met de Vikingen-aanvoerders Rorik en Rodulf. Desondanks werd de stad in 881 geplunderd. Rond 900 begon de politieke invloed van de bisschoppen van Luik in de regio toe te nemen, ook in Maastricht. Bisschop Franco begunstigde de Onze-Lieve-Vrouwekerk, onder andere met de schenking van de kerk van Wyck. Zijn opvolger bisschop Stephanus verwierf in 908 het munt- en tolrecht te Maastricht. De Luikse invloed concentreerde zich met name op het gebied rondom de Onze-Lieve-Vrouwekerk; de keizerlijke invloed richtte zich op de Sint-Servaaskerk.
Aan het einde van de 10e eeuw leek Maastricht even hoofdstad van het hertogdom Neder-Lotharingen te worden. Met de dood van Karel van Neder-Lotharingen, zoon van koning Lodewijk IV van Frankrijk, kwam er in 992 een vroegtijdig einde aan deze ambities. De laatste hertog van Neder-Lotharingen werd rond het jaar 1000 in de St.-Servaaskerk herbegraven.

### Hoge middeleeuwen (±1000-1200)
De elfde en twaalfde eeuw waren met name voor het kapittel van Sint-Servaas een tijd van grote voorspoed. De voormalige abdij was omgevormd tot een kapittel met seculiere kanunniken, waarvoor in die jaren 42 prebenden beschikbaar waren. Vanaf het begin van de 12e eeuw woonden de kanunniken niet langer gemeenschappelijk, maar in kanunnikenhuizen binnen het claustraal gebied. De proosten van Sint-Servaas kwamen uit de hoogste kringen van de Duitse adel en bekleedden soms tevens het ambt van kanselier van het Heilige Roomse Rijk. De Duitse keizers bezochten met regelmaat het graf van Sint-Servaas en deden daarbij belangrijke schenkingen. Ook andere machthebbers en particulieren schonken goederen en rechten aan het kapittel, dat daardoor steeds rijker en machtiger werd.
Het kapittel van Onze-Lieve-Vrouwe was kleiner (circa twintig prebenden) en minder rijk dan het kapittel van Sint-Servaas. Van de andere kant kon het bogen op een eerbiedwaardige geschiedenis (als vermoedelijke bisschopskerk) en onderhield het nauwe betrekkingen met het Luikse kapittel van Sint-Lambertus. Rond het jaar 1000 begonnen beide kapittels aan een grootscheepse vernieuwing van de kapittelkerken, waarbij men elkaar kopieerde en trachtte te overtreffen. De bouwcampagnes strekten zich uit over de gehele periode van de hoge middeleeuwen. Beide kerken kregen een nieuw koor, dat rijk versierd werd met gebeeldhouwde kapitelen. De Servaaskerk kreeg tevens een imposant westwerk, een keizerskerk waardig.
Deze bouwactiviteit leidde tot een ongekende culturele bloeiperiode in Maastricht en omgeving. Maastrichtse beeldhouwers ('metsen') werkten in Utrecht, Bonn en Essen, tot in Thüringen aan toe. De roem van de Maastrichtse schilders reikte eveneens ver. De Maaslandse edelsmeedkunst bereikte een hoog niveau en de kapittels van Sint-Servaas en Onze-Lieve-Vrouwe wedijverden met elkaar om de mooiste reliekhouders en liturgische siervoorwerpen te laten maken. Hoogtepunten van Maastrichtse kunstnijverheid uit die tijd zijn de Noodkist in de Sint-Servaasbasiliek, het westwerkaltaar en de kapitelen in het westwerk van de Sint-Servaas, en de kapitelen in de kooromgang van de Onze-Lieve-Vrouwe. In dezelfde periode gaf het kapittel van eerstgenoemde kerk opdracht aan de dichter Hendrik van Veldeke om een nieuwe vita (levensbeschrijving) van de patroonheilige te schrijven, het Leven van Sint-Servaas, een der oudste werken in de Nederlandse literatuur.

### Late middeleeuwen (±1200-1500)
In 1204 werd Maastricht door de keizer in leen gegeven aan de hertog van Brabant. Vanaf dat moment had Maastricht twee heren, de prins-bisschop van Luik en de hertog van Brabant, het begin van de zogenaamde tweeherigheid van Maastricht, die tot de Franse Tijd zou standhouden. In de twee eeuwen daarna werd Maastricht zeker zesmaal belegerd, een direct gevolg van de Luiks-Brabantse oorlogen (1204-1378). Maastricht heeft nooit stadsrechten in de zin van een stadsbrief gehad. Wel kreeg de stad in 1229 van hertog Hendrik I van Brabant toestemming om de bestaande aarden wal rond de stad te vervangen door een stenen stadsmuur. Deze eerste middeleeuwse stadsmuur had een lengte van ongeveer 2,4 kilometer en telde dertien stadspoorten (vijf veldpoorten en acht Maaspoorten). De Helpoort is de enige poort van deze verdedigingsgordel, die de eeuwen heeft doorstaan. Wel zijn er nog grote stukken muur bewaard gebleven. Vanaf begin 14e eeuw werd een tweede stadsmuur gebouwd, waardoor de oppervlakte van de ommuurde stad verviervoudigde. In die tijd werd ook de muur om Wyck gebouwd, die ruim een kilometer lang was.

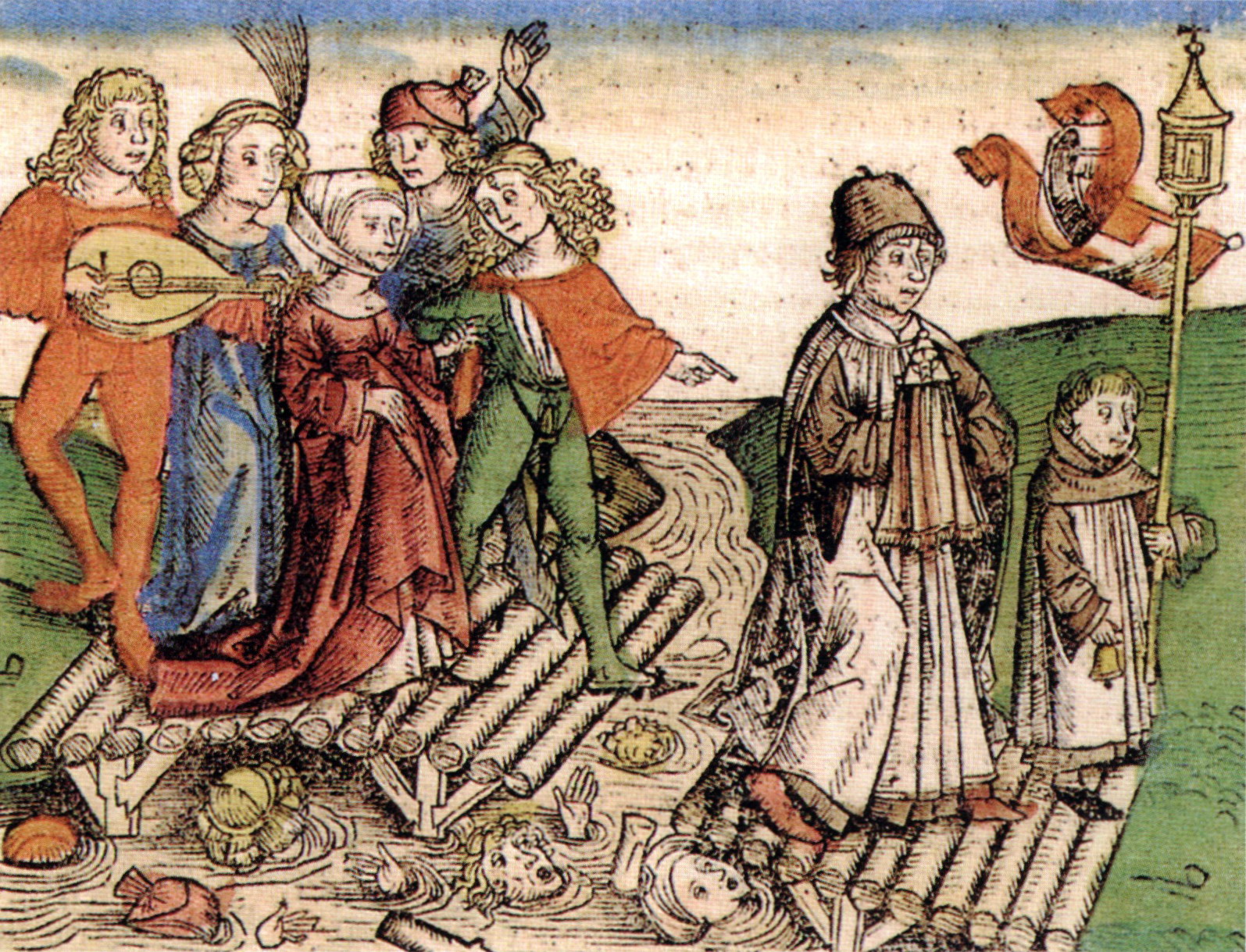
Instorten van de brug in 1275 (Kroniek van Neurenberg, 1493)

Het kapittel van Sint-Servaas was in deze periode verantwoordelijk voor het onderhoud en herstel van de oude (nog Romeinse?) brug en inde daartoe geld bij de passanten. Toen een processie in 1275 over de brug trok, bleek deze desondanks bouwvallig en stortte in, waarbij velen verdronken. In 1281 begon de bouw van een nieuwe brug, iets ten noorden van de oude. De huidige Sint-Servaasbrug is een sterk gewijzigd overblijfsel van deze 13e-eeuwse brug.
Naast de leerlooierij (vooral in het Jekerkwartier, waar nog enkele straatnamen aan deze bedrijfstak herinneren) was vooral de lakenfabricage en -handel van betekenis voor de middeleeuwse economie. Maastrichts laken werd verhandeld tot ver in Duitsland en Zuid-Zweden. Op de Markt stond de Lakenhal, vlak bij de buurt rondom de St.-Matthijskerk, waar de meeste lakenwevers en wolververs woonden. De handel werd in de veertiende eeuw enige tijd belemmerd door Reinoud van Valkenburg, een roofridder. In 1318 vroeg de stad hulp aan de hertog van Brabant. Met steun van een Maastrichts leger belegerde Jan III van Brabant in 1327 de burcht van Valkenburg en slaagde erin de roofridder te bedwingen. De overwinning op Valkenburg werd nog eeuwen daarna in Maastricht gevierd.
In de middeleeuwen waren er twee munthuizen in Maastricht: de bisschoppelijke (Luikse) munt, gelegen direct buiten de Helpoort op grondgebied van Sint Pieter, en de hertogelijke (Brabantse) munt, vermoedelijk aanvankelijk gelegen aan de Muntstraat, later aan het Vrijthof. De Brabantse munt werd na de verovering door Frederik Hendrik in 1632 opgeheven. Het muntrecht werd door de bisschop en de hertog in gezamenlijk overleg uitgeoefend, zodat Luikse en Brabantse munten dezelfde waarde hadden. In 1632 kwam daar de Hollandse gulden bij, die vier keer zoveel waard was als de Maastrichtse guldens.

### Brabanders en Luikenaren
In de veertiende eeuw vond in het prinsdom Luik een burgeroorlog plaats, enerzijds tussen twee Luikse clans (Awans- en Warouxoorlog), anderzijds tussen de Luikse burgers en hun prins-bisschoppen. Deze laatsten handelden vaak uit eigenbelang, bevoorrechtten de adel en verwaarloosden het belang van de stedelingen. De Luikse ambachtsgilden kregen daar genoeg van en in 1307 barstte de bom. Een kerk waarin tweehonderd edelen hun toevlucht hadden gezocht, werd door de Luikenaren in brand gestoken (Sint-Maartensramp, 1312). Prins-bisschop Adolf van der Mark vluchtte naar Maastricht. Ook een latere opvolger, prins-bisschop Jan van Arkel, vluchtte in 1374 voor zijn onderdanen naar Maastricht, waarna de stad opnieuw werd belegerd door de woedende Luikenaren. Aan het beleg kwam pas een einde nadat de prins-bisschop de hulp had ingeroepen van paus Gregorius XI.

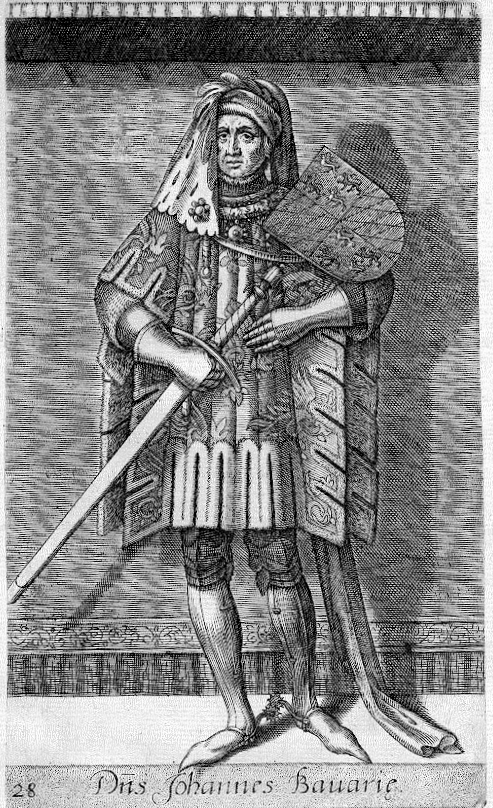
Jan van Beieren, prins-bisschop van Luik

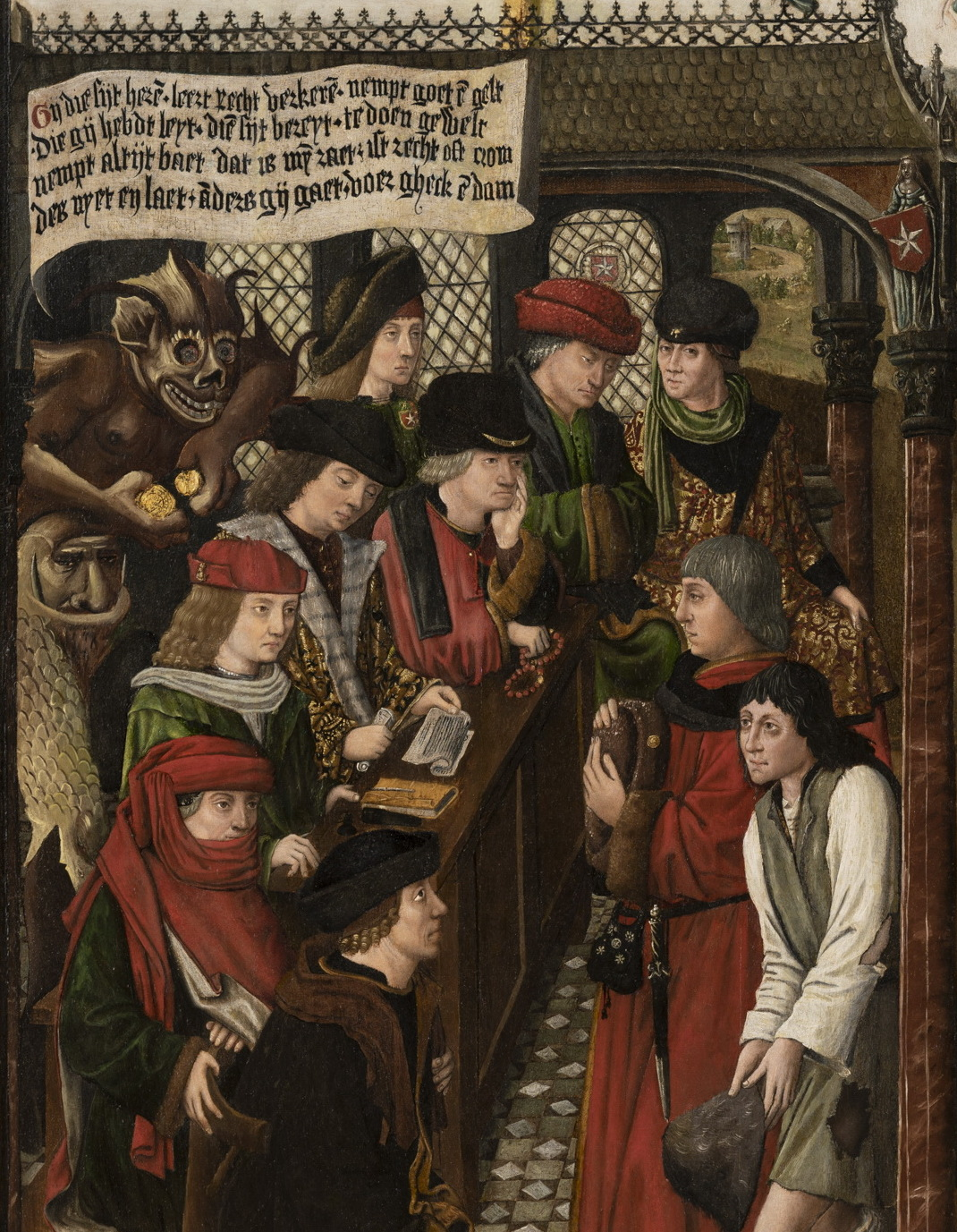
Detail Gerechtigheidspaneel (Jan van Brussel, ca. 1475), geschilderd in opdracht van de Raadkamer van Bourgondië

In 1390 kozen de Luikenaren Jan van Beieren als prins-bisschop. Deze regeerde met harde hand en draaide veel privileges terug. In 1402 moest ook hij voor zijn stadgenoten vluchten en ook hij ging naar Maastricht, waar hij onderdak kreeg bij de ridders van de Duitse Orde. In de winter van 1407 bestormden de Luikenaren Maastricht (beleg van 1407-'08) en bestookten de stad met brandbommen, stenen en zelfs lijken, opdat de belegerden door het uitbreken van besmettelijke ziekten zouden verzwakken en zich zouden overgeven. Mede door de strenge winter moesten de belegeraars zich terugtrekken. De rebelse Luikenaren keerden echter in het voorjaar terug en damden nu de Jeker af om de Maastrichtse watermolens te hinderen. In juli 1408 doorbrak Jan van Beieren de vijandelijke linies en ontzette de stad. Met hulp van hertog Jan zonder Vrees van Bourgondië versloeg hij de opstandige Luikenaren bij Tongeren. De opstandelingen werden streng bestraft. Velen werden op de Maastrichtse stadswallen opgehangen. De burgemeester van Luik werd bij de perroen op het Vrijthof eerst onthoofd en daarna gevierendeeld.
In 1430 kwam Brabant, en dus ook het Brabantse deel van Maastricht, in bezit van de hertog van Bourgondië. Karel de Stoute (1433-1477) slaagde er na een bloedige oorlog in om ook het Prinsbisdom Luik onder Bourgondische invloed te brengen. De hertog verbleef driemaal in Maastricht en logeerde dan in het Brabants Gouvernement. Een van zijn trouwste vrienden, Guy de Brimeu (1433-1477), stadhouder van Luik, Loon, Limburg, Overmaas en Namen, trachtte het bestuur en de rechtspraak in het midden-Maasgebied te centraliseren door de oprichting te Maastricht van de Raadkamer van Bourgondië (1473-1477). De keuze voor Maastricht werd ingegeven door het feit dat Luik, de grootste stad in de regio, sinds 1466 in puin lag (mede door toedoen van Maastrichtenaren). De Raadkamer was niet populair, omdat hij inbreuk maakte op de stedelijke privileges. Meteen na de dood van Karel de Stoute in januari 1477 werd het instituut opgeheven en de eigendommen geconfisqueerd. Brimeu, die naar Gent was gevlucht, werd daar door een burgermilitie opgepakt, berecht en onthoofd. De rentmeester van de Raadkamer, Benoît de Pardieu, werd in Maastricht gearresteerd, veroordeeld en eveneens onthoofd. Zowel de kloosters als de ambachten leden onder de zware belastingen die de Bourgondische hertogen hieven om hun expansie- en centralisatiepolitiek te betalen. Om deze en andere redenen belandde Maastricht in een economische crisis.

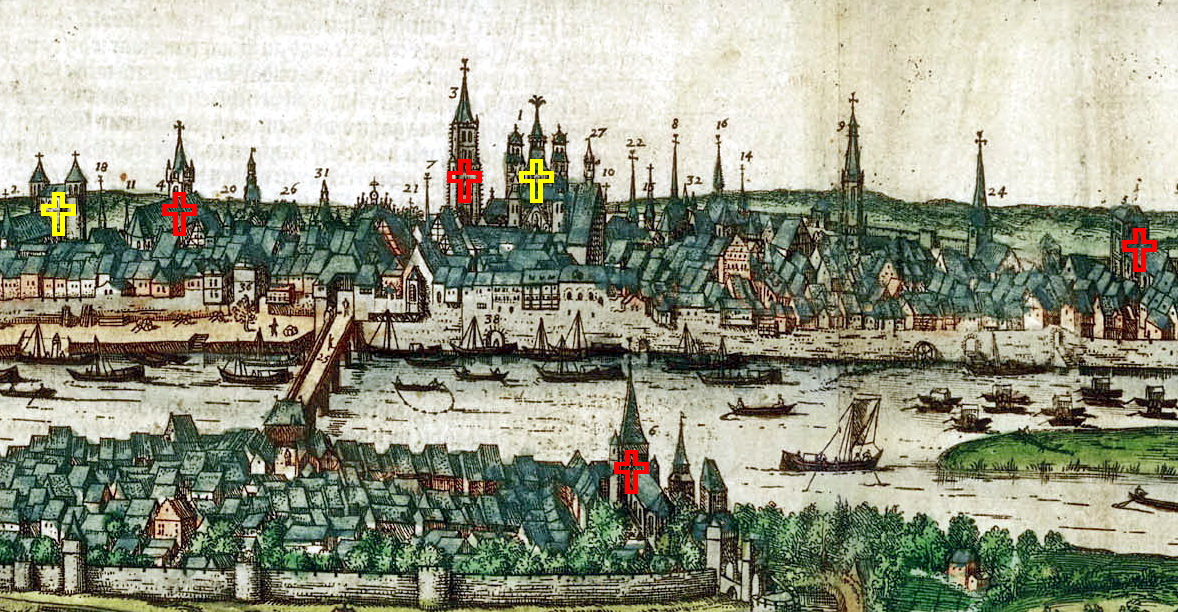
Detail van het stadspanorama van Simon de Bellomonte met de beide kapittelkerken (gele kruisjes) en de vier parochiekerken (rode kruisjes). Daartussen de torens van kloosterkerken en stedelijke gebouwen

### Kerken en kloosters
Maastricht was gedurende de hele middeleeuwen een belangrijk religieus centrum en een pelgrimsoord. Aangezien de ommuurde stad veiligheid te bieden had, vestigden zich vanaf de dertiende eeuw steeds meer kloosters in de stad. In totaal zijn er meer dan veertig kloosterorden in Maastricht vertegenwoordigd geweest, echter niet allemaal tegelijkertijd. Op het hoogtepunt in de 17e eeuw telde de stad 22 kloosters. Het graf van Sint-Servaas trok pelgrims uit heel West-Europa, die voor de stedelijke economie van groot belang waren. Vooral tijdens de zevenjaarlijkse heiligdomsvaart bezochten tienduizenden de stad. Naast de twee kapittelkerken telde Maastricht tot in de twintigste eeuw vier parochies: de St.-Servaasparochie (die in de St.-Jan kerkte), de Onze-Lieve-Vrouweparochie (die in de St.-Nicolaaskerk kerkte) en de St.-Matthijs- en St.-Martinusparochies, elk met een eigen kerkgebouw. Daarnaast waren er afhankelijk van de periode acht tot dertien kerspels, elk met een eigen kapel.

## Vroegmoderne tijd (1500-1794)
De periode na de Middeleeuwen begon aanvankelijk goed voor Maastricht. De stad maakte rond 1500 een bescheiden bloeiperiode mee, ook op cultureel gebied. Maastricht behoorde in de zestiende eeuw met haar vijftien- tot twintigduizend inwoners tot de grotere steden in de Nederlanden. In het ruime gebied tussen de eerste en tweede enceinte (stadsomsluiting) vonden diverse kloosterstichtingen plaats (alleen al in het westelijk stadsdeel: Kruisherenklooster, Cellebroedersklooster, Beyart, Kapucijnenklooster en St.-Andriesklooster). Bestaande kerken en kloosters werden verfraaid en uitgebreid. De beeldensnijder Jan van Steffeswert vervaardigde het Marianum voor de Dom van Aken, maar ook beelden voor kerken in Maastricht en omgeving. De schilder Jan van Brussel was actief in Maastricht en Luik. De geelgieter Aert van Tricht kreeg opdrachten in heel Brabant en daarbuiten. De zilversmid Ulrich Peters kwam uit Neurenberg het Maastrichtse zilversmedenambacht versterken. De humanist Matthaeus Herbenus (Mathieu Herben) was actief als geschiedschrijver, dichter en musicus.

### Trichter Oploop (1539) en Beeldenstorm (1566)

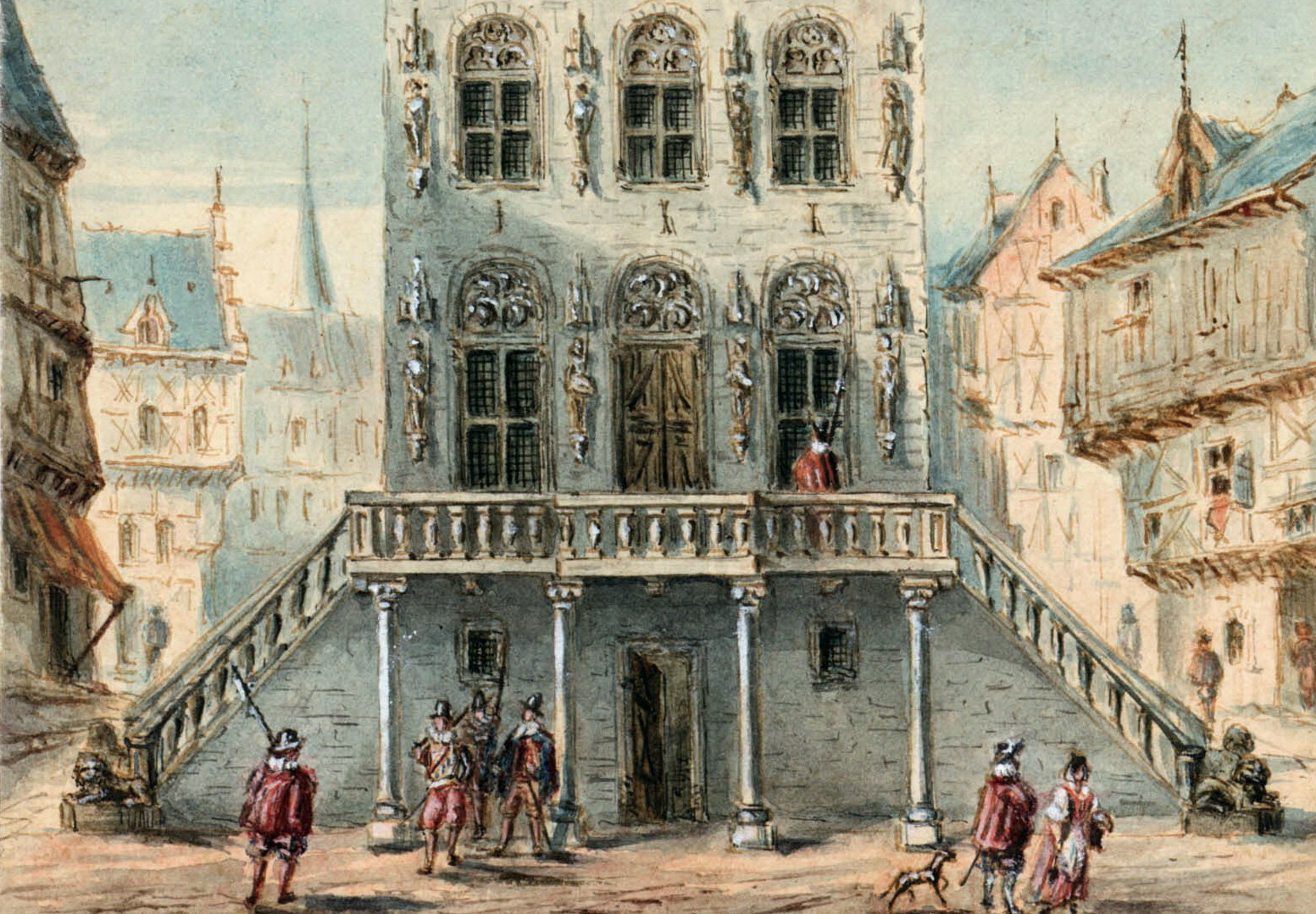
Detail 19e-eeuwse historiserende prent van het Dinghuis vóór de Beeldenstorm

Tussen 1520 en 1550 bezochten keizer Karel V en zijn zoon Filips II in hun functie van hertog van Brabant meerdere keren de stad. Beiden logeerden in het Spaans Gouvernement (voorheen Brabants Gouvernement) en werden getrakteerd op een groots festijn. Als tegenprestatie bevestigden de vorsten de Maastrichtenaren in hun privileges. De Maastrichtenaren moesten van de Habsburgse centralisatie-politiek niet veel hebben. Ook de godsdienstonvrijheid drukte in deze periode zwaar. In 1535 werden minstens 17 "ketterse" anabaptisten op het Vrijthof terechtgesteld, waarvan enkelen op de brandstapel.
In deze jaren kwam de aanvankelijke bloeiperiode tot stilstand en nam de armoede hand over hand toe. Tussen 22 september en 2 oktober 1539 kwam het volk in opstand. Bij deze Trichter Oploop kwamen de Brabantse hoogschout en een Luikse burgemeester om het leven. Het stadsbestuur weigerde de daders te straffen, hoewel landvoogdes Maria van Hongarije dat eiste. Toch betekende dat niet dat de schepenen zich onverdeeld achter de nieuwe religie schaarden. Toen de calvinisten jaren later een eigen kerk opeisten, kregen ze nul op het rekest. Bij de beeldenstorm van 1566 sneuvelden in Maastricht beelden en meubilair in kerken en kapellen, maar ook in het Dinghuis en het Sint-Servaasgasthuis. Vooral de St.-Matthiaskerk en de kapel Maria-ten-Oever werden zwaar getroffen. De St.-Joriskapel in de tegenwoordige Grote Staat zou zelfs geheel zijn vernield.

### Spaanse Furie (1576) en inname door Farnese (1579)
Als antwoord op de Beeldenstorm besloot landvoogdes Margaretha van Parma in 1567 een garnizoen in de stad te legeren. De militaire gouverneur Francisco de Montesdoca en zijn gemengd Spaans-Duitse huurtroepen maakten zich weinig geliefd. Op 20 oktober 1576 werd De Montesdoca gevangengenomen door het Duits-Lutherse deel van zijn troepen. Korte tijd later werd hij door Spaanse troepen van buiten de stad bevrijd. Vanwege hun uitblijvende soldij sloegen deze vervolgens aan het plunderen (Spaanse Furie). Als reactie hiertegen – ook in Antwerpen waren de Spanjaarden verschrikkelijk te keer gegaan – eisten de Nederlandse gewesten dat de Spaanse troepen zich zouden terugtrekken (Pacificatie van Gent). Na instemming van de toenmalige landvoogd Juan van Oostenrijk, verlieten de Spaanse troepen op 27 april 1577 Maastricht en werd De Montesdoca vervangen door een lokale gouverneur, Arnold II Huyn van Amstenrade.

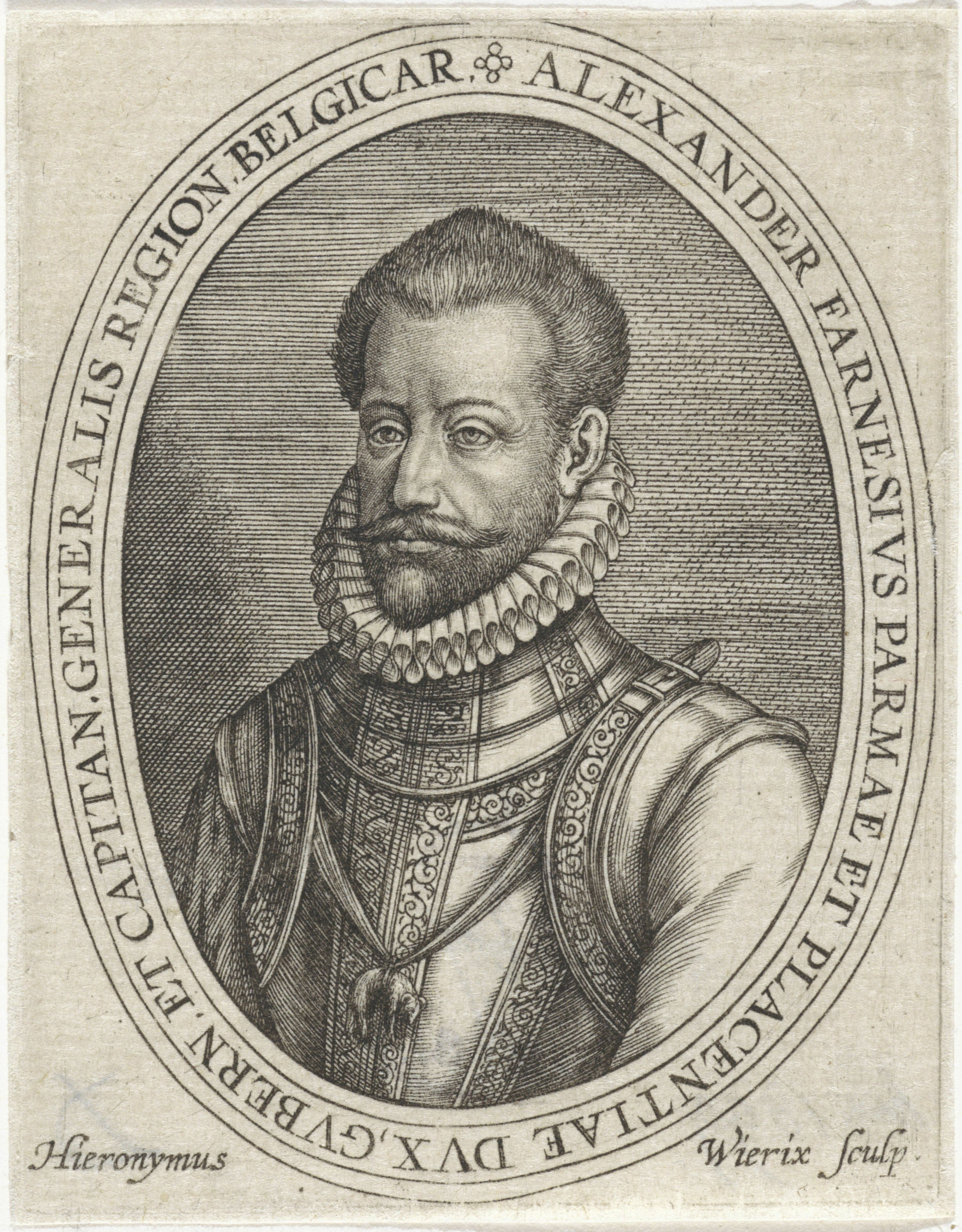
Alexander Farnese

In 1578 werd Alexander Farnese, de latere hertog van Parma, landvoogd. Hij begon aan een campagne om de opstandige gebieden te heroveren (Parma's negen jaren). In maart 1579 begon het Beleg van Maastricht. Een jaar eerder had Willem van Oranje de Lotharinger Sebastién Tapin (Tapijn) tot opperbevelhebber van de vesting Maastricht benoemd. Tapin had, terwijl de Spanjaarden al in aantocht waren, getracht de vesting te versterken. Het Maastrichtse garnizoen bestond uit huurlingen, ongeveer twaalfhonderd man, aangevuld met zo'n zesduizend weerbare burgers. Parma had de beschikking over 34.000 man. Vier maanden lang verdedigden soldaten en burgers hun stad. De aanvallers schoten een bres in de hoofdwal en boden overgave aan. Men bleef zich echter teweer stellen. Dat was een misrekening, want volgens het geldende krijgsrecht mocht de aanvaller dan, indien hij toch wist binnen te komen, de stad drie dagen plunderen. In de nacht van 29 juni 1579 bestormden de Spanjaarden de Brusselse Poort, verrasten de uitgeputte wachters en brandschatten vervolgens de stad. In later jaren is het dodental bij belegering en plundering enorm opgeblazen. Reële cijfers over de verliezen zijn duizend man van het garnizoen (ca. 80%) en ongeveer achthonderd inwoners, 5-8% van de bevolking. Vaak is de achteruitgang van Maastricht in de 16e en 17e eeuw geweten aan het bloedbad van 1579, maar de malaise was al omstreeks 1550 begonnen en had ook economische achtergronden.
Na de val van Maastricht begon de rekatholisering. Filips II schonk de stad een generaal pardon, met uitzondering van 58 opstandelingen, die verbannen werden. Parma schonk aan het St.-Servaaskapittel een nieuwe verguld zilveren reliekbuste van Sint-Servaas, ter vervanging van het bij het beleg verloren gegane oude beeld van de stadspatroon. De kerken die eerder aan de calvinisten waren gegeven, werden opnieuw ingewijd voor de katholieke eredienst. Alle niet-katholieken moesten zich bekeren of vertrekken. De meeste protestanten waren de stad echter al voor het beleg ontvlucht. Sommigen bleven achter, 'schijnkatholieken', die in 1632 zich weer fier tot het protestantisme bekenden. De jezuïeten en andere uit de stad gevluchte paters konden weer terugkeren. De stad behield haar tweeherigheid.

### Garnizoensstad
In 1632 veroverde Frederik Hendrik, tijdens zijn veldtocht langs de Maas, de steden Venlo, Roermond, Stokkem, Sittard en Maaseik. Op 9 juni van dat jaar omsingelden zijn troepen de stad Maastricht. Het Beleg van Maastricht (1632) eindigde op 22 augustus met de capitulatie van stad en garnizoen. De stad was nu in handen van de protestantse Republiek der Zeven Verenigde Nederlanden. Deze nam in het stadsbestuur de plek in van de Brabantse hertog en respecteerde het condominium met Luik. De vredesvoorwaarden gaven protestanten en katholieken dezelfde rechten, dus beiden kregen godsdienstvrijheid. Wel werden als gevolg van het toen geldende beginsel van confessionele pariteit voor beide groepen de St.-Janskerk en de St.-Matthiaskerk (twee van de vier parochiekerken) toegewezen aan de protestanten. In 1638 werden enkele Maastrichtenaren (waaronder de franciscaner pater Vink) ter dood veroordeeld vanwege het zogenoemde Verraad van Maastricht. Als gevolg daarvan moesten de minderbroeders-franciscanen en de eveneens van betrokkenheid bij het 'verraad' verdachte jezuïeten de stad verlaten. De buitenwerken van de vesting werden gemoderniseerd en op de Markt werd door Pieter Post een nieuw stadhuis gebouwd in Hollandse barokstijl (1664).
In 1673, tijdens de Hollandse Oorlog, werd Maastricht belegerd en veroverd door Lodewijk XIV van Frankrijk. Bij de bestorming van de vesting kwam de musketier Charles de Batz de Castelmore, beter bekend als d'Artagnan uit de boeken van Alexandre Dumas, om het leven. De Franse overheersing duurde tot 1678. Bij de Vrede van Nijmegen kwam Maastricht weer onder Luiks-Staats bestuur. In juli 1747, aan het einde van de Oostenrijkse Successieoorlog, vond onder de rook van Maastricht de Slag bij Lafelt plaats en werd de stad even later opnieuw bezet door Franse troepen. Tijdens de kortdurende Franse bezettingen van 1673-'77 en 1747-'48 werden de protestantse Maastrichtenaren hun gelijke rechten weer tijdelijk ontnomen en deelden alleen katholieken in de stedelijke ambten. De Fransen introduceerden het (Franstalige) theater in Maastricht.

### Achttiende eeuw

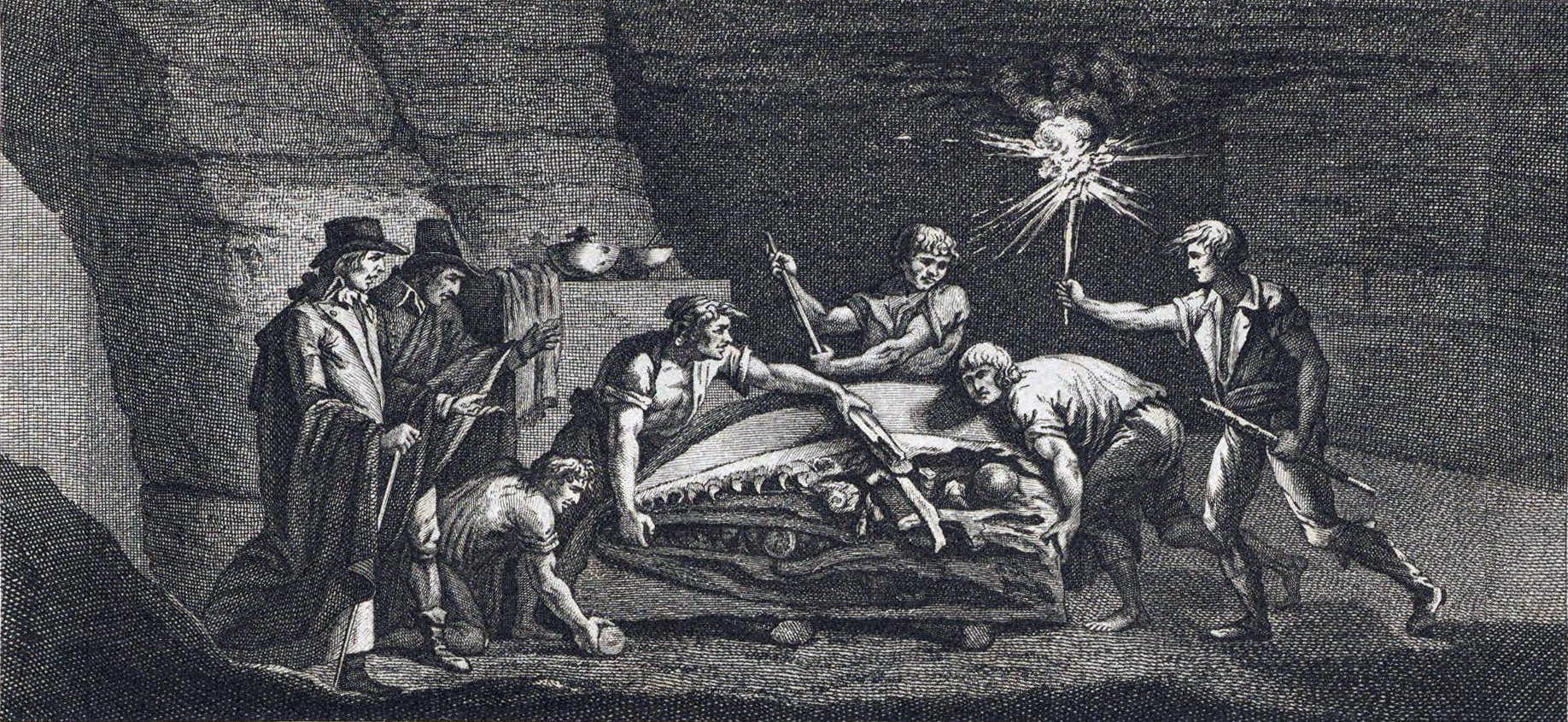
Ontdekking van de Mosasaurus (±1770)

In de achttiende eeuw was Maastricht een ingeslapen provinciestad. Het garnizoen zorgde voor enig vertier, maar verder werd het leven in de stad gekenmerkt door een conservatieve levenshouding. In de tweede helft van de eeuw was er sprake van een lichte culturele opleving met de schildersfamilie Coclers, de architectenfamilie Soiron, de sierstucwerker Gagini en de opbloei van het Maastrichtse zilversmeedbedrijf. De Leidenaar Adrien Pelerin werd de eerste hoogleraar geneeskunde in Maastricht; de Maastrichtenaar Jan Pieter Minckelers was hoogleraar in Leuven en ontdekte daar het lichtgas. De Franse drukker-uitgever Jean-Edmé Dufour verspreidde vanuit Maastricht de ideeën van de Verlichting, maar in eigen stad schijnt hij daarmee weinig succes te hebben gehad. Wel waren er in deze tijd een viertal vrijmetselaarsloges (waarvan twee militaire).
Rond 1770 werd in de Sint-Pietersberg de schedel gevonden van een Mosasaurus, waarvan men aanvankelijk meende dat het een uitgestorven krokodil was. De schedel gaf aanleiding tot veel discussie en leidde mede tot het ontstaan van nieuwe ideeën over de natuur, wat in de negentiende eeuw uiteindelijk resulteerde in de evolutietheorie. Een van de eerste acties van de Franse veroveraars in 1794, was het confisqueren van de schedel, die zich thans in het Muséum national d'histoire naturelle in Parijs bevindt. Een kopie ervan is te zien in het Natuurhistorisch Museum Maastricht.

## Franse tijd (1794-1814)
Op 4 november 1794, na een beleg van twee maanden, veroverde de Franse bevelhebber generaal Kléber Maastricht. Bij het beleg waren een groot aantal gebouwen, waaronder het klooster van de Beyart, het Antonietenklooster, de Commanderij Nieuwen Biesen en een deel van het stadhuis, in brand geschoten. Al na enkele maanden werd Maastricht ingelijfd bij de Franse Republiek en was vanaf dat moment een Franse stad, bevolkt door Franse staatsburgers. Maastricht werd de hoofdstad van het departement Nedermaas (ongeveer het huidige Belgisch en Nederlands Limburg). De komst van de Fransen betekende het einde van de eeuwenoude tweeherigheid. Op het Vrijthof werd de perroen, het symbool van de verbondenheid met Luik, vervangen door een vrijheidsboom. De rijksadelaar op de Sint-Servaaskerk werd vervangen door de Franse tricolore. In de Waalse kerk werd de Cultus van de Rede gevierd.
De invoering van een nieuwe bestuursorganisatie en rechterlijke macht maakte een einde aan de restanten van de feodale samenleving; de opheffing van kapittels en kloosters haalde een streep door de middeleeuwse standenmaatschappij. Hoewel een kleine groep Maastrichtenaren de 'vooruitgang' toejuichte, ondergingen de meesten de veranderingen lijdzaam, in de stellige verwachting dat de veranderingen van voorbijgaande aard waren. Na 1800 bloeide de economie weer wat op. De afschaffing van het middeleeuwse systeem van ambachten maakte het vrije ondernemerschap mogelijk en de vele leegstaande kloostergebouwen boden goedkoop onderdak voor nieuwe bedrijfjes.
In de zomer van 1803 brachten Napoleon, zijn vrouw Joséphine de Beauharnais en haar zoon Eugène de Beauharnais een bezoek aan Maastricht. Zij verbleven daar drie dagen in de prefectuur, het oude gouvernementsgebouw aan de Bouillonstraat. Napoleon bezocht de vestingwerken, het fort Sint Pieter en de grotten van de Sint-Pietersberg. In 1811 inspecteerde Napoleon, omringd door een zwerm generaals, opnieuw de Maastrichtse vestingwerken. Door de drukkende belastingen en het toenemend aantal jonge mannen dat gedwongen werd mee te vechten in de vele oorlogen, was de populariteit van het Franse bewind toen op een dieptepunt aangeland. Na enkele zware nederlagen deed Napoleon gedwongen afstand van de troon en op 4 en 5 mei 1814 trok het Franse garnizoen zich terug uit Maastricht.
De erfenis van de Franse tijd is, over het geheel bezien, geen positieve. De meerderheid van de bevolking voelde zich niet gegrepen door de idealen van de Franse revolutie. De Fransen lieten in Maastricht geen grootse bouwwerken of kunstproducten na. Daar stond tegenover dat kerken, kapittels en kloosters waren opgeheven, hun gebouwen stonden deels leeg, wat later tot sloop zou leiden, en waardevolle inventarissen waren gestolen, verkocht of vernield. Kastelen, adellijke woningen, bibliotheken, archieven en schatkamers waren geconfisqueerd en leeggeroofd. Eeuwenoude instellingen die zich bezighielden met de zorg voor zieken, armen en ouden van dagen waren opgeheven. Nieuwe rijken hadden zich meester gemaakt van voormalig kerkelijk en adellijk bezit, maar deze hadden vooralsnog weinig invloed op het sociaal-culturele klimaat in de stad. Als een van de weinige positieve effecten kan genoemd worden de verbetering van het onderwijs: Maastricht kreeg, als departementshoofdstad, een École Centrale, vanaf 1804 omgezet in een École Secondaire. Het verplicht stellen van lager onderwijs mislukte daarentegen.

## Moderne tijd (1814-1945)

### Verenigd Koninkrijk der Nederlanden
Aan het vertrek van de Fransen ging een chaotische periode en een winter vol ontberingen vooraf (Blokkade van Maastricht, 1814). Op 1 augustus 1814 werd Maastricht hoofdstad van de nieuwe provincie Limburg in het Verenigd Koninkrijk der Nederlanden.
Tijdens de Belgische opstand van 1830 bleef Maastricht, door de vasthoudendheid van garnizoenscommandant Dibbets, onder Nederlands bestuur. Hoewel bij de Conferentie van Londen in 1832 werd bepaald dat België het bezette oostelijk deel van Limburg weer moest afstaan, bleven de Belgische troepen heel Limburg bezet houden, met uitzondering van Maastricht en Sint Pieter. Doordat Nederland het verdrag pas in 1839 ondertekende, bleef Maastricht tussen 1830 en 1839 een geïsoleerde 'Hollandse' stad in 'bezet' Belgisch gebied. In 1843 werd in Maastricht het verdrag van Maastricht getekend. Nederland en België bereikten overeenstemming over de nieuwe grens. Wat betreft Maastricht werd bepaald dat de grens op de linker Maasoever op 1.200 vadem (2,3 km) van de stadsmuren kwam te lopen. Dit was de afstand die een kanonskogel in die tijd kon overbruggen.

### Eerste industriestad van Nederland
Als gevolg van de importbeperkingen die deze isolatie met zich meebracht, begon de jonge ondernemer Petrus Laurentius Regout in 1834 met de fabricage van glas en kristal, spoedig gevolgd door de oprichting van een aardewerkfabriek, een spijkerfabriek, een geweerfabriek en diverse toeleverende bedrijven. De fabrieken van Regout ontwikkelden zich voorspoedig en mede daardoor werd Maastricht in de 19e eeuw, in het kielzog van de Waalse steden, een vooraanstaande industriestad. Omstreeks 1850 had Regout al ruim 600 arbeiders in dienst; in 1865 al meer dan 2000. In datzelfde jaar telde de in 1851 opgerichte papierfabriek van Lhoëst (later KNP; thans Sappi) ook al ruim 700 werknemers. In 1860 was ruim 35% van de Maastrichtse bevolking werkzaam in de industrie. De stad was daarmee de eerste echte industriestad van Nederland.
Ondanks de snelle industrialisatie en de sterke bevolkingsgroei bij het katholieke volksdeel, nam de bevolking van Maastricht in de 19e eeuw minder snel toe dan in andere Nederlandse steden. Reden daarvoor vormden de slechte sociale omstandigheden, waardoor de kindersterfte hoog en de gemiddelde leeftijd laag was. Veel arbeidersgezinnen leefden onder erbarmelijke hygiënische omstandigheden in eenkamerwoningen in arbeidersbuurten zoals het Boschstraatkwartier en het Stokstraatkwartier. Wantoestanden in de fabrieken van de familie Regout (onder andere kinderarbeid) leidden eind 19e eeuw tot een parlementaire enquête. Een vroege poging om verbetering te brengen in de woonomstandigheden van de arbeiders, was de bouw van de zgn. Cité Ouvrière door Petrus Regout in 1864. Pas na 1900 werden door woningbouwverenigingen ruimere arbeiderswoningen in nieuwe wijken buiten het centrum gebouwd (onder andere Blauw Dorp, Wittevrouwenveld).
Zoals veel Europese steden was Maastricht in de 19e eeuw een ongezonde, smerige stad. Pas in de tweede helft van de eeuw kwam er aandacht voor stadsverbetering, zoals het verbreden en plaveien van straten en het aanleggen van riolering en waterleiding. De ziekenzorg, die tot de Franse tijd in handen was van kloosters, verbeterde sterk door de komst van dokter Lambert van Kleef, die het armlastige Ziekenhuis Calvariënberg deed uitgroeien tot een van de modernste ziekenhuizen van Nederland.

### Verbetering infrastructuur

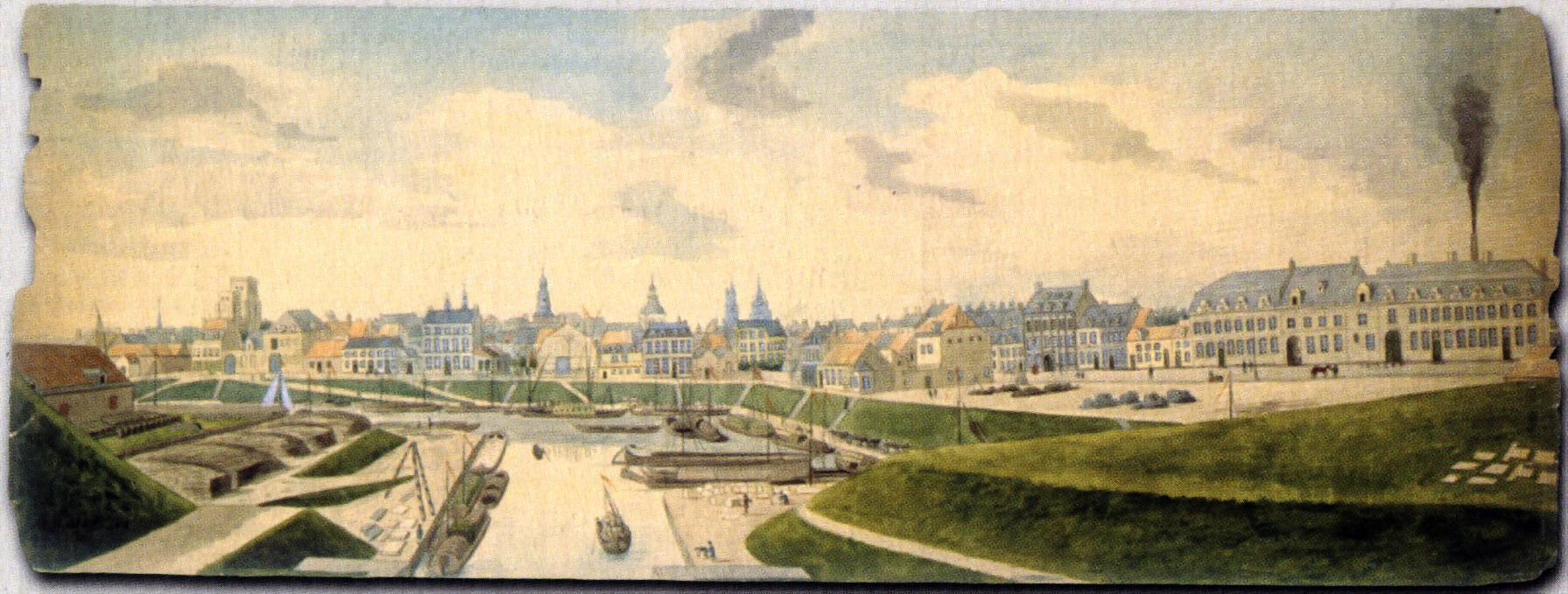
Het Bassin en de Zuid-Willemsvaart in 1848 met fabrieken van P. Regout & Co.

Al in de Franse Tijd waren plannen gemaakt voor de Zuid-Willemsvaart. In 1826 werd dit kanaal, inclusief de nieuwe binnenhaven Bassin, opengesteld voor het scheepvaartverkeer. Tussen 1845 en 1850 werd het Kanaal Maastricht-Luik gegraven, vanaf 1847 op Nederlands gebied.
Aan het begin van de 19e eeuw was het wegennet in Limburg onderontwikkeld. Alleen de wegen van Maastricht naar Heerlen, Aken en Roermond waren verhard met keien en grind. De door de Fransen begonnen verbetering van de wegen naar Maaseik en Roermond werd spoedig na hun vertrek afgemaakt. In 1825 kwam de rijksweg naar Aken gereed, in 1829 de weg naar Verviers. Een goede wegverbinding met Hasselt kwam pas in 1850 tot stand.

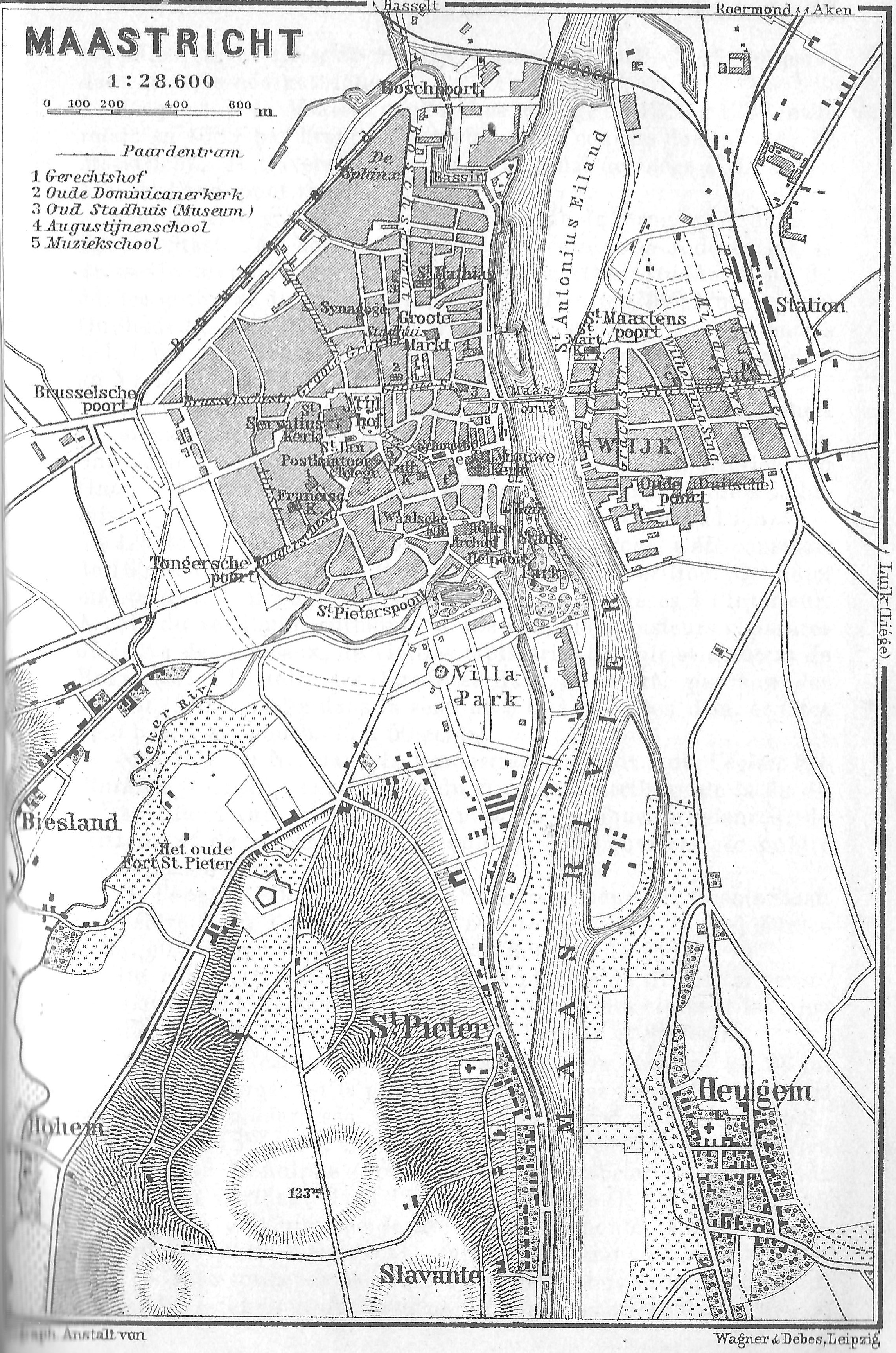
Buurtspoorwegen in 1905

De eerste spoorlijn in Maastricht (tevens de eerste Nederlandse spoorverbinding naar het buitenland) was Aken - Maastricht, in 1853 door de Aken-Maastrichtsche Spoorweg-Maatschappij opengesteld. Diezelfde maatschappij exploiteerde vanaf 1856 de lijn Maastricht - Hasselt. In 1861 werd de spoorlijn naar Luik geopend. Pas in 1865 werd Maastricht, via Venlo, verbonden met het Nederlands spoorwegnet, jaren nadat de spoorverbindingen met de buurlanden tot stand waren gekomen.
Aanvankelijk lag het station op Meerssens grondgebied, iets ten noorden van het huidige station, dat in 1914 werd gebouwd.
Om Maastricht te verbinden met het Belgische achterland, legden de Belgische buurtspoorwegen een drietal metersporige stoomtramlijnen aan:
- 1894: Glaaien – Kanne – Maastricht (Tramlijn 484)
- 1898: Maaseik – Lanaken – Maastricht (Tramlijn 485)
- 1909: Tongeren – Vroenhoven – Maastricht (Tramlijn 479)

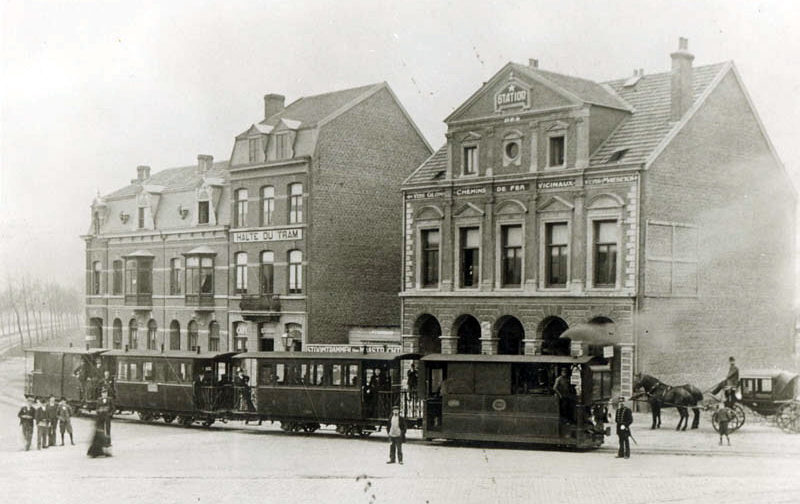
Belgische stoomtram bij het tramstation aan het Koningin Emmaplein

De lijnen waren op Nederlands grondgebied eigendom van de gemeente Maastricht. Aanvankelijk werd de exploitatie uitgevoerd door pachters. Tot 1911 was de pachter het Luikse bedrijf RELSE, SA des Railways Economiques de Liège-Seraing et Extensions, van baron Édouard Empain. Na een tussenperiode met de pachter SA Belge-Néerlandaise de Transport et Travaux (BNTT), neemt vanaf 1922 de NMVB de exploitatie in eigen beheer. Deze lijnen zijn tijdens de oorlog in 1943 opgeheven. Op 27 juni 1922 werd de lokaalspoorlijn Maastricht – Vaals geopend. Deze lijn was normaalsporig en werd uitgebaat met stoomtractie door de LTM. Deze dure lijn is nooit een succes geweest en ging ten onder door de concurrentie van (snellere en frequentere) buslijnen. De lijn werd daarom al in 1938 opgeheven. Van 1896 tot 1914 ten slotte, had Maastricht een stadstram: de Maastrichtsche Tram, die een traject van 2 km aflegde tussen het toenmalige Station Maastricht Staatsspoor en de Boschstraat/Maagdendries. Het betrof aanvankelijk een gastram, vanaf 1903 een paardentram.

### Gebiedsuitbreiding

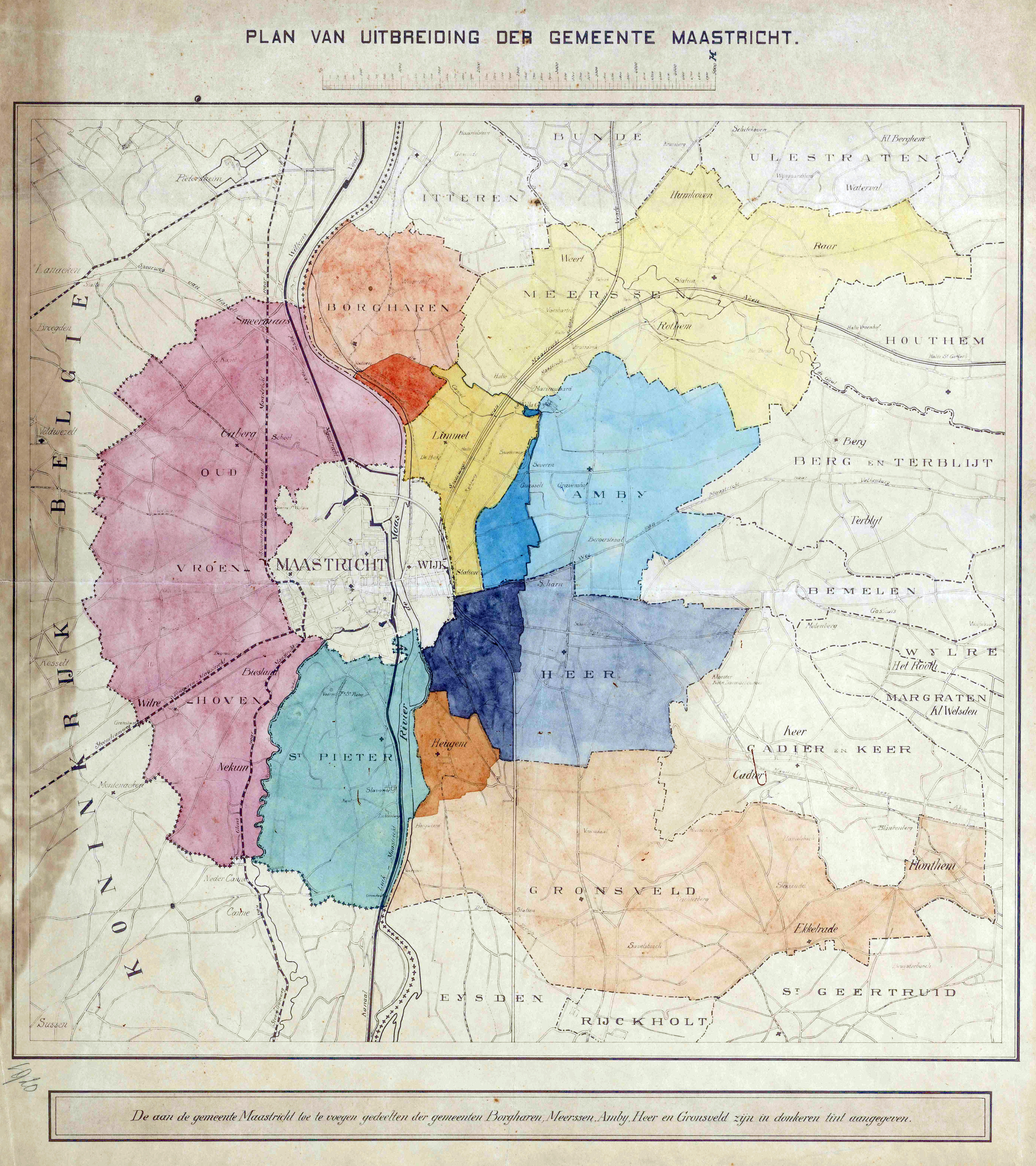
De annexatie van 1920. Op de linker Maasoever: de gemeenten Oud-Vroenhoven en Sint Pieter (geheel). Op de rechter Maas-oever: de donker getinte delen van Borgharen, Meerssen, Amby, Heer en Gronsveld

Maastricht was tot 1867 vestingstad. In en buiten de gordel van vestingwerken mocht tot die tijd niet gebouwd worden. Pas geruime tijd na de opheffing van de vestingstatus werden de eerste woonwijken buiten de middeleeuwse stadsmuur aangelegd (het Villapark en de Stationsbuurt in Wyck), deels op grondgebied van buurgemeenten. Op 1 januari 1920 werden de voorheen zelfstandige gemeenten Sint Pieter en Oud-Vroenhoven, en delen van de gemeenten Borgharen, Meerssen, Amby, Heer en Gronsveld geannexeerd. Vóór die tijd besloeg de gemeente Maastricht een gebied met een oppervlakte van slechts 415 ha; na de annexatie 3.500 ha.

### Sociaal-culturele geschiedenis
Maastricht was in de 19e eeuw een sterk verfranste stad. De elite sprak, naast het Maastrichts, Frans, en beheerste nauwelijks het Nederlands. Tot 1892 werd er een Franstalige Maastrichtse krant uitgegeven (Le Courrier de la Meuse). Nog steeds kent het Maastrichtse dialect veel Franse lexicale invloeden (bijvoorbeeld "peer en meer" voor "vader en moeder").

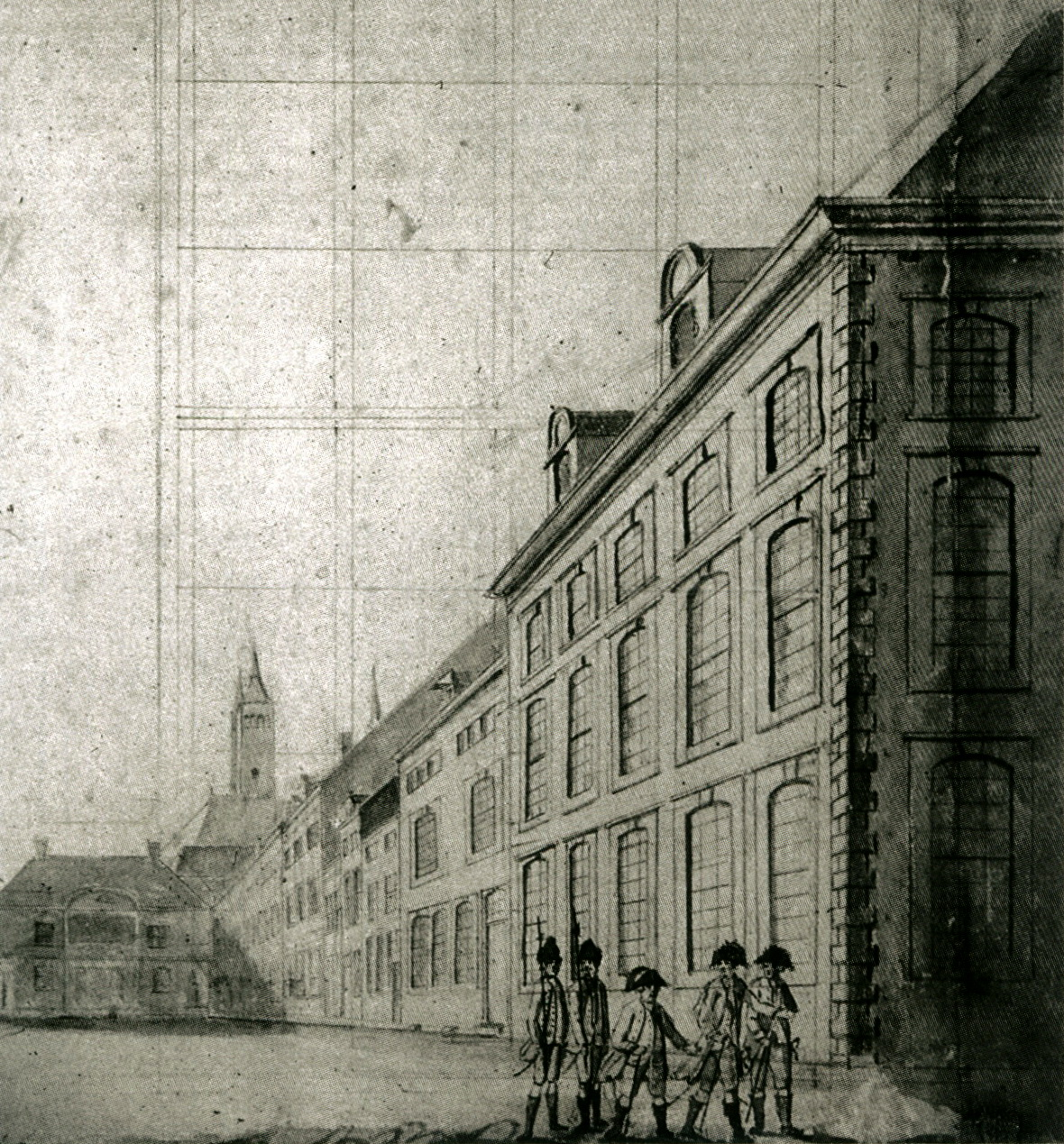
Groote Sociëteit, ca. 1800

De relatief kleine groep van welgestelde burgers en militairen ontmoetten elkaar in herensociëteiten (Groote Sociëteit en Sociëteit Momus) en in de grotendeels Franstalige Bonbonnière. Mede om weer wat vertier in de jarenlang geïsoleerde stad te brengen, richtte een groep notabelen in 1839 de Sociëteit Momus op, Nederlands eerste carnavalsvereniging. De organisatie van het carnaval in Maastricht was echter niet de enige activiteit van Momus, die zich ook met liefdadigheid bezighield, zoals de organisatie van een soepkeuken en de stichting van Momus' Oudemannenhuis. In 1863 besloot een aantal Maastrichtenaren tot oprichting van een historisch genootschap (Limburgs Geschied- en Oudheidkundig Genootschap, LGOG) en een museum (waaruit later het Bonnefantenmuseum zou voortkomen). De priester Jozef Habets begon met het onderzoek naar het rijke bodemarchief van Maastricht.
Het onderwijs was tot ver in de 20e eeuw sterk verzuild en grotendeels in handen van katholieke instellingen. Rond 1865 werden achtereenvolgens een stedelijk gymnasium, een stedelijke HBS, een openbare lagere school, een stadstekenschool en een avondschool voor lager beroepsonderwijs opgericht. Ook het verenigingsleven werd beheerst door de kerk. Andersdenkenden, zoals joden, protestanten en socialisten, beheerden hun eigen instellingen. De Joodse gemeente, die in Maastricht nooit dezelfde omvang bereikte als in Amsterdam, Antwerpen of Aken, bleef na de Tweede Wereldoorlog gedecimeerd achter.

### Tweede Wereldoorlog

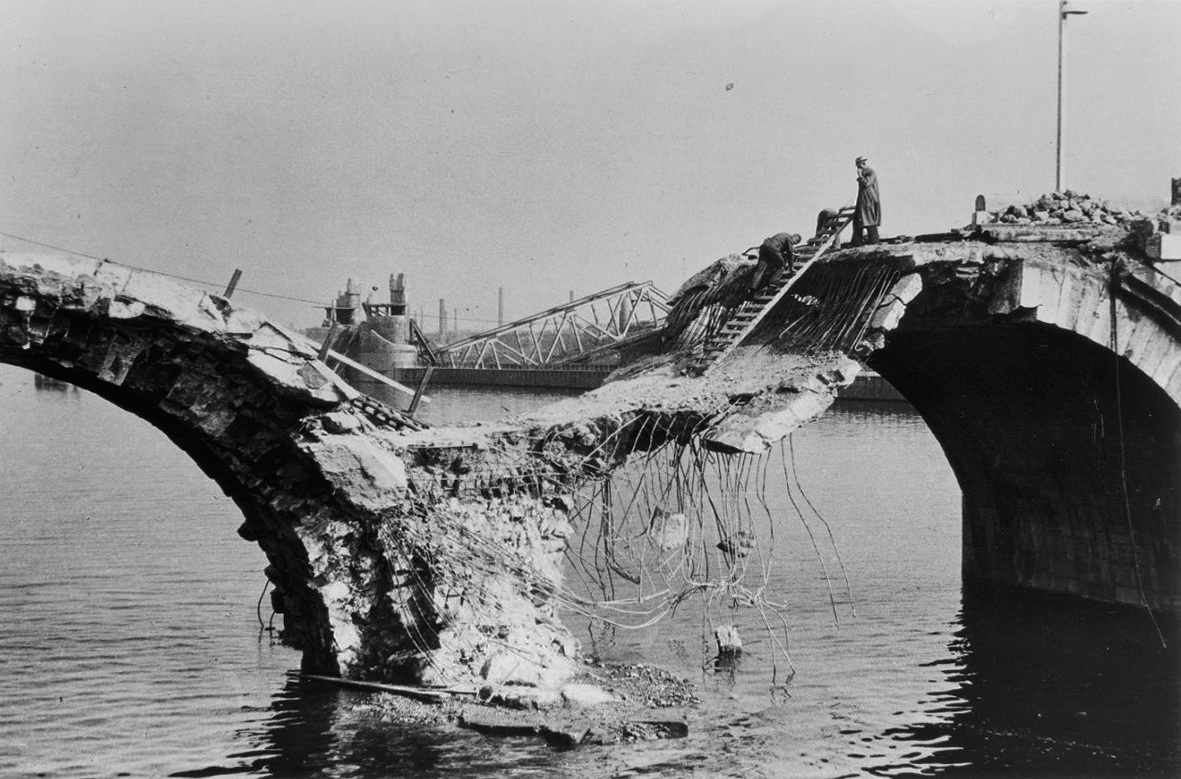
Verwoeste Maasbruggen in 1944

Op 10 mei 1940 vielen de Duitsers Nederland binnen. Omstreeks zes uur in de ochtend werden de twee verkeersbruggen en de spoorbrug over de Maas door het Maastrichtse garnizoen opgeblazen in een poging de Duitse opmars te vertragen. Enkele uren later eindigde de Slag om Maastricht met de overgave van het garnizoen en konden de Duitsers met bootjes de Maas oversteken. Ook het vlakbijgelegen Belgische fort Eben-Emael was al zeer snel uitgeschakeld. Na de capitulatie van Nederland op 14 mei begon de Duitse bezetting, die in Maastricht vier jaren, vier maanden en vier dagen zou duren. Door fusillades en gedwongen tewerkstelling kwamen enkele tientallen Maastrichtenaren om. Het grootste verlies leden de Maastrichtse Joden: van de 515 leden van de Joodse gemeente in 1940 waren er in 1945 nog slechts 145 over.
Eind augustus 1944 begonnen de Duitse troepen zich terug te trekken uit de stad. Op 13 september trok de Amerikaanse 30e Infanteriedivisie ('Old Hickory') het stadsdeel Wyck binnen en een dag later was de hele stad bevrijd. Hoewel de Bevrijding van Maastricht driekwart jaar eerder kwam dan in Noord-Nederland (en er dus geen hongerwinter was) en een groot Amerikaans distributiecentrum in de stad was gevestigd, was er gebrek aan alles en bleven veel artikelen tot ver na de oorlog op de bon.
De oorlogsschade was weliswaar niet te vergelijken met sommige andere grenssteden, zoals Roermond, Venlo, Nijmegen of Arnhem, maar toch eisten de geallieerde bombardementen, onder andere op de wijk Mariaberg in november 1941 en op de spoorbrug in augustus 1944, meer dan honderd doden. Door het wegvallen van een areaal woningen in onder andere "Blauw dörp", "Roed dörp" en "Krejjedörp", verergerde daarnaast de al voor de oorlog bestaande woningnood.

## Recente geschiedenis (1945-nu)
Na de Tweede Wereldoorlog nam de bevolking van Maastricht explosief toe, wat leidde tot de bouw van uitgestrekte nieuwbouwwijken, vooral ten westen van de Maas. Op 1 juli 1970 werden de gemeenten Heer, Amby, Borgharen en Itteren opgeheven en met delen van de gemeenten Meerssen, Bemelen en Gronsveld bij Maastricht gevoegd. De oppervlakte van de gemeente Maastricht nam op die datum toe van 3.500 ha. naar 5.900 ha. en het inwonertal steeg van 93.500 naar 112.500. Vanaf de jaren 1960 vond een sterke ontzuiling van de Maastrichtse samenleving plaats, waardoor de Rooms-Katholieke Kerk veel invloed verloor.
Omdat Limburg als gevolg van de mijnsluitingen in de jaren zestig en zeventig van de twintigste eeuw met een sterke economische achteruitgang te kampen had, besloot de Nederlandse regering in 1969 dat Maastricht als een vorm van vervangende werkgelegenheid een universiteit zou krijgen. In 1974 ging de Rijksuniversiteit Limburg (sinds 1996 Universiteit Maastricht) van start. De komst van de universiteit leidde tot een grotere diversificatie van de Maastrichtse bevolkingssamenstelling en een toenemende internationalisering van de stad. Geleidelijk aan vond er binnen de stedelijke economie een transformatie plaats van voornamelijk industriële werkgelegenheid naar meer banen in de dienstensector. Ook de komst van het MECC en een aantal Europese instituten droeg daaraan bij.
In 1981 en 1991 vonden in Maastricht topconferenties van de Europese Raad plaats. Vooral aan die laatste bijeenkomst, op 9 en 10 december 1991 in het Gouvernement aan de Maas gehouden, dankt Maastricht een grote internationale naamsbekendheid. Begin 1992 werd door de vertegenwoordigers van twaalf Europese landen het Verdrag van Maastricht getekend, waardoor Maastricht geboortestad van de euro werd.
Kroniek van naoorlogse gebeurtenissen:
- 1947: Internationaal Mariacongres in Maastricht.
- 1948: start bouw Heugemerveld, eerste naoorlogse uitbreidingswijk.
- 1950: ingebruikname Ziekenhuis Sint Annadal.
- 1950: begin renovatie Stokstraatkwartier (tot 1973).
- 1955: brand middentoren westwerk Sint-Servaaskerk.
- 1963: demping Kanaal Luik-Maastricht voltooid; aanleg Maasboulevard 1965-1979.
- 1968: openstelling  John F. Kennedybrug
- 1969: Maastricht etappeplaats in wielerkoers Ronde van Frankrijk.
- 1974: opening Eurohal.
- 1974: start onderwijs medische faculteit aan de nog op te richten universiteit.
- 1976, januari 9: koningin Juliana ondertekent in de Sint-Servaaskerk de vestigingsoorkonde van de Rijksuniversiteit Limburg.
- 1980-1983: belangrijke opgravingen Havenstraat, Houtmaas en Onze Lieve Vrouweplein (Mabro-terrein en Derlon), die veel nieuwe informatie geven over het Romeinse verleden van de stad.
- 1981-1992: restauratie St.-Servaasbasiliek, waarbij belangrijke opgravingsvondsten worden gedaan, die nieuw licht werpen op de kerkelijke geschiedenis van Maastricht.
- 1981, 23-24 maart: eerste Europese topconferentie, in het stadhuis.
- 1984: opening Noorderbrug.
- 1985, 14 mei: paus Johannes Paulus II bezoekt Maastricht.
- 1986, 22 april: koningin Beatrix opent het nieuwe Gouvernement aan de Maas.
- 1988, 5 januari: ingebruikname beurs- en congrescentrum MECC.
- 1991: koningin Beatrix opent het nieuwe Academisch Ziekenhuis Maastricht.
- 1991: 9-10 december: 'Eurotop' in het Gouvernement aan de Maas.
- 1992: 7 februari: ondertekening Verdrag van Maastricht door de dan twaalf Europese regeringsleiders.
- 1992: Theater aan het Vrijthof in gebruik genomen.
- 1993, december: overstroming van de Maas, vooral veel schade in Itteren en Borgharen.
- 1995, januari: de Maas bereikt een recordstand, waarbij grote delen van Itteren, Borgharen en Heugem opnieuw onder water komen te staan; schade ruim 5 miljoen gulden;[49] besloten wordt tot verdere bedijking.
- 1995, maart: opening van het nieuwe Bonnefantenmuseum door koningin Beatrix.
- 2000, mei: minister-president Wim Kok opent het Centre Céramique en het naastgelegen Derlontheater.
- 2002, 1 januari: vanuit Maastricht wordt officieel de gelijktijdige overgang ingezet van de nationale munteenheden van de twaalf Eurolanden naar de euro, de grootste monetaire omwisselingsoperatie aller tijden.
- 2002, 1 februari: Gerd Leers wordt burgemeester van Maastricht. Zijn burgemeesterschap kenmerkt zich door de stevige aanpak van slepende problemen, zoals de grote politieactie in het woonwagenkamp Vinkenslag in 2003, waarbij o.a. een groot aantal wietplantages worden geruimd, en het (mislukte) 'Coffee Corner'-plan uit 2008, waarbij het de bedoeling was een aantal coffeeshops naar de randen van de stad te verplaatsen.
- 2003: enkele balkons van het appartementencomplex Patio Sevilla in de wijk Céramique storten omlaag, waarbij twee bewoners omkomen.
- 2003 december 1-2: OVSE-top in Maastricht (OVSE = Organisatie voor Veiligheid en Samenwerking in Europa).
- 2006: verhuizing sanitairfabriek Koninklijke Sphinx naar industrieterrein Beatrixhaven markeert einde grootschalige maakindustrie in het centrum van Maastricht. Vier jaar later wordt de productie geheel stilgelegd.
- 2009: stilleggen bouw Calatrava-campus markeert einde van een tijdperk in Maastricht. Gevolgen: verlies van € 80 miljoen en gedwongen verkoop honderden woningen van woningcorporatie Servatius, ontslag directeur, terugtreden raad van toezicht, juridische procedures en schadeclaims, en een parlementaire enquête.
- 2010, januari: burgemeester Leers neemt ontslag na 'Bulgaarse villa-affaire'. Jan Mans wordt interim-burgemeester. Onno Hoes volgt Leers op 1 november op.
- 2011: start van de bouw van de Koning Willem-Alexandertunnel in de A2/ N2 (gereed in 2016).
- 2014, december: burgemeester Onno Hoes maakt zijn vertrek bekend, vanwege enkele in de populaire media breed uitgemeten schandalen. In 2015 wordt hij opgevolgd door Annemarie Penn-te Strake, de eerste vrouwelijke burgemeester van Maastricht.
- 2016, 16 december: Koning Willem-Alexandertunnel in gebruik genomen.[50]
- 2019, december: Universiteit Maastricht getroffen door grote ransomware-aanval; UM betaalt losgeld aan afpersers.
- 2020, maart: de wereldwijde coronapandemie treft ook Maastricht; het openbare leven komt er circa twee jaar grotendeels stil door te liggen.
- 2021, 15 juli: Maastricht ondervindt de gevolgen van de overstromingen in Noordwest-Europa; doordat de Maas buiten zijn oevers dreigt te treden moeten enkele duizenden inwoners van de buurten Randwyck en Heugem hun woning verlaten. De schade blijft beperkt tot enkele ondergelopen kelders.
- 2022, 27 april: koning Willem-Alexander viert zijn 55e verjaardag in Maastricht, samen met koningin Máxima, de prinsessen Amalia, Alexia en Ariane, en andere leden van de koninklijke familie.
- 2023, 1 juli: Wim Hillenaar geïnstalleerd en beëdigd als burgemeester, opvolger van Annemarie te Strake.

## Trivia
- In 1039 vond in de kort daarvoor herbouwde Sint-Servaaskerk de feestelijke herkroning ("Festkrönung") plaats van keizer Hendrik III (toen nog koning). Hendrik III legde een sterke devotie aan de dag voor Sint-Servaas en bezocht de kerk minimaal vijf keer, waarbij hij haar vereerde met geschenken (o.a. het borstkruis van Sint Servaas).
- Op 19 mei 1214 vond in de Sint-Servaaskerk de prachtvolle huwelijksvoltrekking plaats tussen keizer Otto IV en Maria van Brabant. Deze gebeurtenis markeerde de toenemende machtsinvloed van Brabant in Maastricht, in het bijzonder in het kapittel van Sint-Servaas.
- Henriette d'Oultremont de Wégimont, de tweede echtgenote van koning Willem I der Nederlanden, werd in 1792 in de Bredestraat geboren. In de 20e eeuw was het naar haar vernoemde café La Patraque ("de rammelkast") in de Platielstraat (achter het geboortehuis) een bekende uitgaansgelegenheid.[51]
- De vele belegeringen en plunderingen van Maastricht hebben allerlei mythes over verborgen schatten in het leven geroepen. Van 1810-16 ondernam de schatgraver Willem Heck talloze pogingen om de schat te vinden die volgens de overlevering tijdens het Beleg van Maastricht (1579) in of rondom de Sint-Servaaskerk zou zijn begraven. Uit het feit dat Heck in 1820 berooid stierf, kan worden afgeleid dat hij niets gevonden heeft.[52]
- Karl Marx bezocht één of meerdere keren zijn zuster Sophie, die in Maastricht woonde. Zeker is alleen het bezoek van 19 maart tot 7 april 1865. Ter herinnering aan dat bezoek werd in 1983 op de gevel van zijn vermeende logeeradres aan de Bouillonstraat een bronzen plaquette onthuld, maar wellicht is deze verkeerd geplaatst, omdat Sophie toen waarschijnlijk op de Markt woonde.[53]
- Tijdens de Eurotop van 1981 werd op de tweede dag in het stadskantoor een met salmonella besmette huzarensalade geserveerd, waardoor ongeveer 700 mensen, voornamelijk buitenlandse journalisten, ziek werden.[54]
- Op 17 november 2001 was in Maastricht de landelijke intocht van Sinterklaas. De Pakjesboot 12 kon echter niet aanmeren vanwege de hoogte van de Maas, waardoor de boot niet onder de bruggen door kon. Uiteindelijk meerde de alternatieve Pakjesboot 14 aan, met Sinterklaas aan boord, terwijl Pakjesboot 12 op een wagen werd gezet en door de stad werd getrokken. Dit was tevens de laatste intocht met Aart Staartjes als presentator.
- Op 19 april 2012 gebruikten koningin Beatrix en president Gül van Turkije, voorafgaand aan de opening van een expositie in het Bonnefantenmuseum, in het gouvernement de lunch met het college van GS. Twee PVV-gedeputeerden weigerden gehoor te geven aan de wens van Geert Wilders om de Turkse president te boycotten. In de nasleep viel de Limburgse coalitie. Enkele dagen later viel het door de PVV gedoogde kabinet-Rutte I.